# Liste de longs métrages allemands créés sous le Troisième Reich
 (août 2023).
- Si vous ne connaissez pas le sujet, laissez ce bandeau (vous pouvez alors contacter les auteurs).
- Si vous supprimez le contenu mis en cause (vous pouvez préalablement contacter les auteurs),

argumentez précisément cette suppression dans la page de discussion
(un manque de référence n'est pas un argument ; une recherche réelle de référence doit avoir été effectuée, être formellement documentée).
 (août 2023).
Cette liste recense des longs métrages allemands créés sous le Troisième Reich.  

## Description
Sous le régime hitlérien, les films étaient soumis à un contrôle de censure par le ministère de l'Éducation du peuple et de la Propagande avant leur sortie en salle et pouvaient encore être interdits après leur projection. Un certain nombre de films de cette liste ont ensuite été à nouveau interdits, cette fois par les Alliés. La revue Die Deutsche Wochenschau (Revue hebdomadaire allemande) diffusa de 1940 à 1945 des actualités cinématographiques conformes à l'idéologie nazie. 
Le tout premier film nazi fut réalisé avant la prise de pouvoir de ces derniers en janvier 1933, il s'agit de Eine Symphonie des Kampfwillens (en) (Une symphonie de la volonté de combattre) datant de 1927. L'ensemble des films se trouvent aux archives cinématographiques des Archives fédérales près de Berlin, rangés dans une section spécialement dédiée à la filmographie nazie. Sur les 1 200 films qu'elle compte, 300 avaient été interdits de diffusion après la guerre, alors qu'aujourd'hui, une quarantaine d'entre eux, encore jugés comme problématiques, ne sont pas librement accessibles, bien qu'ils soient facilement consultables sur Internet.

## Liste par année
(octobre 2021).
Les 1218 films de cette liste sont classés par ordre chronologique, en fonction de leur date de sortie.

### 1929
Il y a eu un seul long métrage créé.
- Der Nürnberger Parteitag der NSDAP réalisé par Baldur von Schirach, date de sortie inconnue.

### 1933
Il y a eu un total de 123 longs métrages créés.
- ...und wer küßt mich? réalisé par E. W. Emo, date de sortie inconnue.
- Hände aus dem Dunkel réalisé par Erich Waschneck, date de sortie inconnue.
- Idylle au Caire (Saison in Kairo), réalisé par Claude Heymann et Reinhold Schünzel, date de sortie inconnue (coproduction germano-française)
- Tout pour l'amour (Ein Lied für dichest) réalisé par Henri-Georges Clouzot et Joe May, date de sortie inconnue (coproduction germano-française)
- Caprice de princesse (Ihre Durchlaucht, die Verkäuferin) de Henri-Georges Clouzot et Karl Hartl
- Caprice de princesse, réalisé par Henri-Georges Clouzot, sorti  le 16 janvier 1934 à Paris, est la version française de Ihre Durchlaucht, die Verkaüferin, réalisé par Karl Hartl et sorti le 4 novembre 1933 à Berlin

- Fin de saison (Brennendes Geheimnis), réalisé par Robert Siodmak et sorti le 25 janvier (coproduction germano-autrichienne et interdit la même année)
- L'Aube[4], réalisé par Gustav Ucicky et sorti le 31 janvier à Essen
- Le grand bluff (Der große Bluff), réalisé par Hans Steinhoff et sorti le 2 février
- Honneur des Crooks (Ganovenehre), réalisé par Richard Oswald et sorti le 3 février (interdit en 1933)
- La Chorale de Leuthen (Der Choral von Leuthen), réalisé par Carl Froelich et sorti le 3 février
- Moral et amour (Moral und Liebe), réalisé par Georg Jacoby et sorti le 3 février
- La Chanson d'une nuit (Das Lied einer Nacht), réalisé par Anatole Litvak et sorti le 3 février (coproduction germano-franco-suisse)
- Madame ne veut pas d'enfants (Madame will keine Kinder), réalisé par Hans Steinhoff et sorti le 7 février
- La blonde Christl (Die blonde Christl), réalisé par Franz Seitz et sorti le 10 février
- Marion, ce n'est pas vrai (Marion, das gehört sich nicht), réalisé par E. W. Emo et sorti le 15 février
- Deux bons camarades (Zwei gute Kameraden), réalisé par Max Obal et sorti le 17 février
- Pas un jour sans toi (Keinen Tag ohne Dich), réalisé par Hans Behrendt et sorti le 17 février
- Moi et l'Impératrice (Ich und die Kaiserin), réalisé par Friedrich Hollaender et sorti le 22 février
- La mer intimée (Das Meer ruft), réalisé par Hans Hinrich et sorti le 23 février
- Salon Dora Green (Salon Dora Green), réalisé par Henrik Galeen et sorti le 23 février
- Liebelei (Liebelei), réalisé par Max Ophüls et sorti le 24 février
- IF1 ne répond plus (F.P.1 antwortet nicht), réalisé par Karl Hartl et sorti le 24 février
- Le pays de l'innocence (Die Unschuld vom Lande), réalisé par Carl Boese et sorti le 24 février
- Le coureur de marathon (Der Läufer von Marathon), réalisé par Ewald André Dupont et sorti le 24 février
- Les joyeux héritiers (Lachende Erben), réalisé par Max Ophüls et sorti le 6 mars (interdit en 1937)
- Et qui m'embrasse ? (Und wer küßt mich?), réalisé par E. W. Emo et sorti le 7 mars
- La fille du régiment (Die Tochter des Regiments), réalisé par Karel Lamač et sorti le 11 mars (coproduction germano-autrichienne)
- Manolescu, le prince des voleurs (Manolescu, der Fürst der Diebe), réalisé par Willi Wolff et sorti le 17 mars
- Aujourd'hui ça dépend (Heut’ kommt’s drauf an), réalisé par Kurt Gerron et sorti le 17 mars
- La fleur d'Hawaï (Die Blume von Hawaii), réalisé par Richard Oswald et sorti le 21 mars
- L'Homme qui ne sait pas dire non (Ich will Dich Liebe lehren), réalisé par Heinz Hilpert et sorti le 24 mars
- Le Testament du docteur Mabuse (Das Testament des Dr. Mabuse), réalisé par Fritz Lang et sorti le 24 mars (interdit la même année)
- Sautez dans les abysses (Sprung in den Abgrund), réalisé par Harry Piel et sorti le 30 mars
- Die Tochter des Regiments réalisé par Carl Lamac et sorti le 31 mars
- Espions au travail (Spione am Werk), réalisé par Gerhard Lamprecht et sorti le 31 mars
- Le petit escroc (Die kleine Schwindlerin), réalisé par Johannes Meyer et sorti le 3 avril
- Sommet (Gipfelstürmer), réalisé par Franz Wenzler et sorti le 7 avril
- Anna et Elisabeth (Anna und Elisabeth), réalisé par Frank Wisbar et sorti le 12 avril
- Une chanson pour toi (Ein Lied für Dich), réalisé par Joe May et sorti le 15 avril
- Train de remorquage M 17 (Schleppzug M 17), réalisé par Heinrich George et sorti le 19 avril
- Il était une fois un musicien (Es war einmal ein Musikus), réalisé par Frederic Zelnik et sorti le 19 avril
- Ce que femme rêve (Was Frauen träumen), réalisé par Géza von Bolváry et sorti le 20 avril
- Hände aus dem Dunkel, réalisé par Erich Waschneck et sorti le 25 avril (interdit en 1936)
- La nuit à la maison du forestier. L'affaire Roberts (Die Nacht im Forsthaus. Der Fall Roberts), réalisé par Erich Engels et sorti le 4 mai
- Une chanson fait le tour du monde (Ein Lied geht um die Welt), réalisé par Richard Oswald et sorti le 9 mai (interdit en 1937)
- Entretien K1 ! (K 1 greift ein !), réalisé par Edmund Heuberger et sorti le 9 mai
- Tribunal du péché (Der sündige Hof), réalisé par Franz Osten et sorti le 12 mai
- Dites-moi qui vous êtes (Sag mir, wer du bist), réalisé par Georg Jacoby et sorti le 15 mai
- Le maître détective (Der Meisterdetektiv), réalisé par Franz Seitz sen et sorti le 15 mai
- Evasion à Nice (Flucht nach Nizza), réalisé par James Bauer et sorti le 13 juin
- SA-Mann Brand (S.A. Mann Brand), réalisé par Franz Seitz senior et sorti le 14 juin
- Chemins vers un bon mariage (Wege zur guten Ehe), réalisé par Adolf Trotz et sorti le 14 juin (1936 interdit)
- Le combat pour l'ours (Der Kampf um den Bär), réalisé par Fred Sauer et sorti le 23 juin
- Chérie j'attends ton arrivée (Kind, ich freu’ mich auf Dein Kommen), réalisé par Kurt Gerron et Erich von Neusser et sorti le 26 juin
- L'Étoile de Valencia (Der Stern von Valencia), réalisé par Serge de Poligny et sorti le 5 juillet
- Une saison au Caire (Saison in Kairo), réalisé par Reinhold Schünzel et sorti le 20 juillet
- Le froid Mamsell (Die kalte Mamsell), réalisé par Carl Boese et sorti le 21 juillet
- Dossiers de police 909 (Polizeiakte 909), réalisé par Robert Wiene et sorti le 27 juillet
- La nuit du grand amour (Die Nacht der großen Liebe), réalisé par Géza von Bolváry et sorti le 28 juillet
- Petit homme -- et maintenant ? (Kleiner Mann – was nun?), réalisé par Fritz Wendhausen et sorti le 3 août
- La vie commence demain (Morgen beginnt das Leben), réalisé par Werner Hochbaum et sorti le 4 août
- L'amour doit être compris (Liebe muß verstanden sein), réalisé par Hans Steinhoff et sorti le 4 août
- Poupée blonde (Liebe muß verstanden sein), réalisé par Hans Steinhoff et sorti le 4 août
- La promenade à la campagne (Die Fahrt ins Grüne), réalisé par Max Obal et sorti le 4 août
- L'Homme des services secrets (Ein gewisser Herr Gran), réalisé par Gerhard Lamprecht et sorti le 15 août
- Nuit d'été (Johannisnacht), réalisé par Willy Reiber et sorti le 17 août
- Retour au bonheur (Heimkehr ins Glück), réalisé par Carl Boese et sorti le 18 août
- Roman un soir (Roman einer Nacht), réalisé par Carl Boese et sorti le 22 août
- Les histoires de Miss Hoffmann (Fräulein Hoffmanns Erzählungen), réalisé par Carl Lamac et sorti le 25 août
- Quand la musique du village joue le dimanche soir (Wenn am Sonntagabend die Dorfmusik spielt), réalisé par Karl Friedrich Klein et sorti le  25 août
- Maison sur le Rhin (Heimat am Rhein), réalisé par Fred Sauer et sorti le 25 août
- Le Judas du Tyrol (Der Judas von Tirol), réalisé par Franz Osten et sorti le 26 août
- Salutations et bisous -- Veronika (Gruß und Kuß – Veronika), réalisé par Carl Boese et sorti le 29 août
- SOS Iceberg (SOS Eisberg), réalisé par Tay Garnett et Arnold Fanck et sorti le 30 août
- Coups de feu à la frontière (Schüsse an der Grenze), réalisé par Johann Alexander Hübler-Kahla et sorti le 1er septembre
- La fille laide (Das häßliche Mädchen), réalisé par Henry Koster et sorti le 8 septembre
- Le rêve du Rhin (Der Traum vom Rhein), réalisé par Herbert Selpin et sorti le 8 septembre
- La Vie tendre et pathétique (Leise flehen meine Lieder), réalisé par Willi Forst et sorti le 9 septembre
- Le Jeune Hitlérien Quex (Hitlerjunge Quex), réalisé par Hans Steinhoff et sorti le 12 septembre
- Invisible Opponents (Unsichtbare Gegner), réalisé par Rudolph Cartier et sorti le 18 septembre (coproduction germano-autrichienne)
- Reifende Jugend (Reifende Jugend), réalisé par Carl Froelich et sorti le 22 septembre
- Les beaux jours d'Aranjuez (Die schönen Tage von Aranjuez), réalisé par Johannes Meyer et sorti le 22 septembre
- Un homme invisible se promène dans la ville (Ein Unsichtbarer geht durch die Stadt), réalisé par Harry Piel et sorti le 29 septembre
- Mon mari n'est-il pas fabuleux ? (Ist mein Mann nicht fabelhaft?), réalisé par Georg Jacoby et sorti le 29 septembre
- Trois Bleus et une blonde (Drei blaue Jungs, ein blondes Mädel), réalisé par Carl Boese et sorti le 2 octobre
- La Guerre des valses (Walzerkrieg), réalisé par Ludwig Berger et sorti le 4 octobre
- Adieu les beaux jours (Auf Wiedersehen sonnige Tage) réalisé par André Beucler et Johannes Meyer et sorti le 5 octobre
- Hans Westmar (Hans Westmar), réalisé par Franz Wenzler et sorti le 6 octobre ou le 13 décembre
- Tsarévitch (Der Zarewitsch), réalisé par Victor Janson et sorti le 6 octobre
- Mariage à Wolfgangsee (Hochzeit am Wolfgangsee), réalisé par Hans Behrendt et sorti le 9 octobre
- Faut-il divorcer tout de suite ? (Muß man sich gleich scheiden lassen?), réalisé par Hans Behrendt et sorti le 10 octobre
- Grande-Duchesse Alexandra (Großfürstin Alexandra), réalisé par Wilhelm Thiele et sorti le 13 octobre (coproduction germano-autrichienne)
- Chance au château (Glück im Schloß), réalisé par Hasso Preiß et sorti le 20 octobre
- Petite fille -- bonne chance (Kleines Mädel – großes Glück), réalisé par E. W. Emo et sorti le 24 octobre
- La fille du tank (Das Tankmädel), réalisé par Hans Behrendt et sorti le 25 octobre
- Rythme de l'enfer (Höllentempo), réalisé par Louis Ralph et sorti le 25 octobre
- Tu ne désireras pas (Du sollst nicht begehren), réalisé par Richard Schneider-Edenkoben et sorti le 31 octobre
- Deux au soleil (Zwei im Sonnenschein), réalisé par Georg Jacoby et sorti le 2 novembre
- Scandale à Budapest (Skandal in Budapest), réalisé par Steve Sekely et Géza von Bolváry et sorti le 3 novembre (coproduction germano-hongroise)
- Le Tunnel (Der Tunnel), réalisé par Curtis Bernhardt et sorti le 3 novembre
- Maître d'école de campagne (Heideschulmeister Uwe Karsten), réalisé par Carl Heinz Wolff et sorti le 4 novembre
- Trois Kaiserjäger (Drei Kaiserjäger), réalisé par Franz Hofer et sorti le 15 novembre
- Abel à l'harmonica (Abel mit der Mundharmonika), réalisé par Erich Waschneck et sorti le 16 novembre
- Il n'y a qu'un amour (Es gibt nur eine Liebe), réalisé par Johannes Meyer et sorti le 16 novembre
- Le château au sud (Das Schloß im Süden), réalisé par Géza von Bolváry et sorti le 16 novembre
- La page de l'Hôtel Dalmasse (Der Page vom Dalmasse-Hotel), réalisé par Victor Janson et sorti le 23 novembre
- Celui du Bas-Rhin (Die vom Niederrhein), réalisé par Max Obal et sorti le 24 novembre
- Bon voyage (Glückliche Reise), réalisé par Alfred Abel et sorti le 27 novembre
- Early to Bed (Früh ins Bett), réalisé par Ludwig Berger et sorti le 27 novembre
- Les filles d'aujourd'hui (Mädels von heute), réalisé par Herbert Selpin et sorti le 30 novembre
- La Fille de la Forêt-Noire (Schwarzwaldmädel), réalisé par Georg Zoch et sorti le 30 novembre
- La Victoire de la foi (Der Sieg des Glaubens) de Leni Riefenstahl, réalisé par  et sorti le 1er décembre
- Le drôle de trèfle (Das lustige Kleeblatt), réalisé par Erich Engels et sorti le 5 décembre
- Du haut en bas (Von oben nach unten), réalisé par Georg Wilhelm Pabst et sorti le 5 décembre (coproduction germano-française)
- Une chanson de chance (Das Lied vom Glück), réalisé par Carl Boese et sorti le 5 décembre
- Les Fugitifs (Flüchtlinge), réalisé par Gustav Ucicky et sorti le 8 décembre
- Château de rêve (Traumschloss), réalisé par Géza von Bolváry et sorti le 8 décembre (coproduction germano-française)
- N'ayez pas peur de l'amour (Keine Angst vor Liebe), réalisé par Hans Steinhoff et sorti le 12 décembre
- L'hôtel amoureux (Das verliebte Hotel), réalisé par Karel Lamač et sorti le 19 décembre
- Le chasseur du Palatinat électoral (Der Jäger aus Kurpfalz), réalisé par Carl Behr et sorti le 20 décembre
- Gretel remporte le premier prix (Gretel zieht das große Los), réalisé par Carl Boese et sorti le 21 décembre
- Inge et les millions (Inge und die Millionen), réalisé par Erich Engel et sorti le 22 décembre
- Tambour battant ou Le grand amour du jeune Dessauer (Des jungen Dessauers große Liebe), réalisé par Arthur Robison et sorti le 22 décembre
- Viktor und Viktoria (Viktor und Viktoria), réalisé par Reinhold Schünzel et sorti le 23 décembre
- La Majesté Blanche (Die weiße Majestät), réalisé par August Kern et Anton Kutter et sorti le 27 décembre (coproduction franco-allemande-suisse)
- Cette nuit-là (Diese Nacht), réalisé par Georg Wilhelm Pabst et sorti le 29 décembre
- Le chant du soleil (Das Lied der Sonne), réalisé par Max Neufeld et sorti le 30 décembre

### 1934
Il y a eu un total de 145 longs métrages créés.
- Fürst Woronzeff, réalisé par Arthur Robison, date de sortie inconnue
- Die Reiter von Deutsch-Ostafrika réalisé par Herbert Selpin, date de sortie inconnue, interdit en 1939
- Voix de l'amour (Stimme der Liebe), réalisé par Victor Janson et sorti le 3 janvier
- A toute vapeur ! (Volldampf voraus !), réalisé par Carl Froelich et sorti le 3 janvier
- Mère et enfant (Mutter und Kind), réalisé par Hans Steinhoff et sorti le 5 janvier
- Si j'étais roi ! (Wenn ich König wär !), réalisé par Johann Alexander et Hübler-Kahla et sorti le 9 janvier
- Les finances du Grand-Duc (Die Finanzen des Großherzogs), réalisé par Gustaf Gründgens et sorti le 10 janvier
- Der Schimmelreiter (Der Schimmelreiter), réalisé par Curt Oertel et Hans Deppe et sorti le 12 janvier
- Le soleil se lève (Die Sonne geht auf), réalisé par Willy Reiber et sorti le 12 janvier
- Guillaume Tell (Wilhelm Tell), réalisé par Heinz Paul et sorti le 12 janvier
- Le rapport de police rapporte... La femme au voile noir (Der Polizeibericht meldet … Die Frau im schwarzen Schleier), réalisé par Georg Jacoby et sorti le 12 janvier
- Elisabeth et le Fou (Elisabeth und der Narr), réalisé par Thea von Harbou et sorti le 24 janvier
- Chevalier économique (Konjunkturritter), réalisé par Fritz Kampers et sorti le 26 janvier
- L'ancienne loi (Das alte Recht), réalisé par Igo Martin Andersen et sorti le 27 janvier
- Rivaux de l'Air (Rivalen der Luft), réalisé par Frank Wisbar et sorti le 19 janvier
- Entre deux cœurs (Zwischen zwei Herzen), réalisé par Herbert Selpin et sorti le 30 janvier
- Le réfugié de Chicago (Der Flüchtling aus Chicago), réalisé par Johannes Meyer et sorti le 31 janvier
- Je ne te connais pas et je t'aime (Ich kenn’ Dich nicht und liebe Dich), réalisé par Géza von Bolváry et sorti le 1er février
- Georges et Georgette (Georges et Georgette), réalisé par Roger Le Bon et Reinhold Schünzel et sorti le 2 février
- Ménage… sonnez la cloche 3 fois (Zimmermädchen … 3 × klingeln), réalisé par Edmund Heuberger et sorti le 2 février
- Soyez une grande dame pour une fois (Einmal eine große Dame sein), réalisé par Gerhard Lamprecht et sorti le 10 février
- Quel imbécile (So ein Flegel), réalisé par Robert A. Stemmle et sorti le 13 février
- Le sosie (Der Doppelgänger), réalisé par E. W. Emo et sorti le 14 février
- Troupe de choc 1917 (Stoßtrupp 1917), réalisé par Hans Zöberlein et Ludwig Schmid-Wildy et sorti le 20 février
- Mademoiselle Madame (Fräulein Frau), réalisé par Carl Boese et sorti le 23 février
- L'Amour qu'il faut aux femmes (Die Liebe, die Frauen brauchen), réalisé par Adolf Trotz et sorti le 2 mars 1934 (coproduction germano-française)
- Une fille fait le tour du monde (Ein Mädel wirbelt durch die Welt), réalisé par Georg Jacoby et sorti le 2 mars
- La baleine noire (Der schwarze Walfisch), réalisé par Fritz Wendhausen et sorti le 2 mars
- Haute École (Hohe Schule), réalisé par Erich Engel et sorti le 2 mars
- Annette au paradis (Annette im Paradies), réalisé par Max Obal et sorti le 7 mars (coproduction germano-tchécoslovaque)
- Le monde sans masque (Die Welt ohne Maske), réalisé par Harry Piel et sorti le 9 mars
- Avec vous à travers vents et marées (Mit Dir durch dick und dünn), réalisé par Franz Seitz et sorti le 9 mars
- Toi que j'adore (Ich kenn' dich nicht und liebe dich)réalisé par Géza von Bolváry et Albert Valentin et sorti le 9 mars (coproduction germano-française)
- La petite amie d'un grand homme (Die Freundin eines großen Mannes), réalisé par Paul Wegener et sorti le 10 mars
- Il se passe quelque chose à minuit (Es tut sich was um Mitternacht), réalisé par Robert A. Stemmle et sorti le 13 mars
- Mon cœur t'appelle (Mein Herz ruft nach dir), réalisé par Carmine Gallone et sorti le 23 mars
- Aventure dans le South Express (Abenteuer im Südexpreß), réalisé par Erich Waschneck et sorti le 24 mars
- Sang gitan (Zigeunerblut), réalisé par Karl Friedrich Klein et sorti le 26 mars
- l'Or (Gold), réalisé par Karl Hartl et Serge de Poligny et sorti le 29 mars
- Conte de fées de printemps. Ne tombez pas amoureux de la Sicile (Frühlingsmärchen. Verlieb’ Dich nicht in Sizilien), réalisé par Carl Froelich et sorti le 29 mars
- Le rêve éternel (Der ewige Traum), réalisé par Arnold Fanck et sorti le 31 mars
- La grande chance (Die große Chance), réalisé par Victor Janson et sorti le 31 mars
- Pipin le Bref (Pipin der Kurze), réalisé par Carl Heinz Wolff et sorti le 31 mars
- Une fille avec procuration (Ein Mädchen mit Prokura), réalisé par Arzén von Cserépy et sorti le 31 mars
- Concernant Timpe (In Sachen Timpe), réalisé par Carl Heinz Wolff et sorti le 31 mars
- Attention ! Qui connaît cette femme ? (Achtung! Wer kennt diese Frau?), réalisé par Franz Seitz Jr. et sorti le 11 avril
- La bouquetière du Grand Hôtel (Das Blumenmädchen vom Grand-Hotel), réalisé par Carl Boese et sorti le 11 avril
- A Strasbourg sur le Schanz (Zu Straßburg auf der Schanz), réalisé par Franz Osten et sorti le 13 avril
- Ascension d'Hanneles (Hanneles Himmelfahrt), réalisé par Thea von Harbou et sorti le 13 avril
- Polar Storms (Polarstürme), réalisé par Nunzio Malasomma et Johannes Häussler et sorti le 17 avril (version audio du film L'Appel du Nord)
- La mariée échangée (Die vertauschte Braut), réalisé par Karel Lamač et sorti le 17 avril
- North Pole - Ahoi ! (Nordpol – Ahoi !), réalisé par Andrew Marton et sorti le 18 avril (coproduction germano-américaine)
- Tu es adorable, Rosmarie (Du bist entzückend), Rosmarie, réalisé par Hans von Wolzogen et sorti le 20 avril
- Ma femme, la reine du Sagittaire (Meine Frau, die Schützenkönigin), réalisé par Carl Boese et sorti le 20 avril
- La bande de Hoheneck (Die Bande vom Hoheneck), réalisé par Hans F. Wilhelm et sorti le 25 avril
- ...Avec moi ce soir ! (...Heute Abend bei mir !), réalisé par Carl Boese et sorti le 27 avril
- Les quatre mousquetaires (Die vier Musketiere), réalisé par Heinz Paul et sorti le 27 avril
- Au bout du monde (Flüchtlinge), réalisé par Henri Chomette et Gustav Ucicky et sorti le 30 avril (coproduction germano-française)
- Papa (Pappi), réalisé par Arthur Maria Rabenalt et sorti le 4 mai
- Le maître boxeur (Der Meisterboxer), réalisé par Fred Sauer et sorti le 11 mai
- C'était un musicien (Es war einmal ein Musikus), réalisé par Maurice Gleize et Friedrich Zelnik et sorti le 11 mai (coproduction germano-française)
- Réjouis-toi dans la vie (Freut euch des Lebens), réalisé par Hans Steinhoff et sorti le 15 mai
- La Jeune Fille d'une nuit (Die Töchter Ihrer Exzellenz), réalisé par Reinhold Schünzel et sorti le 17 mai
- La dactylo se marie (Die Schreibkraft heiratet), réalisé par Joe May et René Pujol et sorti le 18 mai (coproduction germano-française)
- Der Springer von Pontresina (Der Springer von Pontresina), réalisé par Herbert Selpin et sorti le 23 mai (coproduction germano-suisse)
- Chez la blonde Kathrein (Bei der blonden Kathrein), réalisé par Franz Seitz sen et sorti le 29 mai
- La vallée perdue (Das verlorene Tal), réalisé par Edmund Heuberger et sorti le 5 juin (coproduction germano-suisse)
- Crash dans la maison du forestier (Krach im Forsthaus), réalisé par Gerhard Dammann et sorti le 22 juin
- Le double époux (Der Doppelbräutigam), réalisé par Martin Frič et sorti le 22 juin (coproduction germano-tchécoslovaque)
- La princesse de Czardas (Die Czardasfürstin), réalisé par Georg Jacoby et sorti le 26 juin
- L'Amour en cage (Liebe im Käfig), réalisé par Jean de Limur et sorti le 29 juin (coproduction germano-française)
- Le Seigneur du Monde (Der Herr der Welt), réalisé par Harry Piel et sorti en juillet puis interdit le 11 août
- J'étais heureux d'embrasser les femmes (Gern hab' ich die Frau’n geküßt), réalisé par E. W. Emo et sorti le 3 juillet
- Vers l'abîme (Die Insel) réalisé par Hans Steinhoff et Serge Veber et sorti le 13 juillet (coproduction germano-française)
- Un homme veut l'Allemagne (Ein Mann will nach Deutschland), réalisé par Paul Wegener et sorti le 26 juillet
- C'est agréable d'être amoureux (Schön ist es, verliebt zu sein), réalisé par Walter Janssen et sorti le 27 juillet
- Musique dans le sang (Musik im Blut), réalisé par Erich Waschneck et sorti le 1er août
- Palais Hubertus (Schloß Hubertus), réalisé par Hans Deppe et sorti le 9 août
- Une valse pour toi (Ein Walzer für dich), réalisé par Georg Zoch et sorti le 12 août
- L'horreur du Heidekrug (Der Schrecken vom Heidekrug), réalisé par Carl Boese et sorti le 16 août
- La tante de Charley (Charleys Tante), réalisé par Robert A. Stemmle et sorti le 17 août
- Une dispute sur Jolanthe (Krach um Jolanthe), réalisé par Carl Froelich et sorti le 18 août
- Echecs d'Eve (Schach der Eva), réalisé par Ludwig Schmid-Wildy et sorti le 19 août
- Klein Dorrit (Klein Dorrit), réalisé par Karel Lamač et sorti le 21 août
- Je me chante dans ton cœur (Ich sing mich in Dein Herz hinein), réalisé par Fritz Kampers et sorti le 22 août
- Unfinished Symphony (Lover Divine) réalisé par Willi Forst et sorti le 23 août (britannico-austro-allemand)
- Que suis-je sans toi (Was bin ich ohne Dich), réalisé par Arthur Maria Rabenalt et sorti le 24 août
- Le nageur audacieux (Der kühne Schwimmer), réalisé par Georg Jacoby et sorti le 28 août
- Le Sporck'schen Jäger (Die Sporck’schen Jäger), réalisé par Theodor Loos et Rolf Randolf et sorti le 30 août
- Vers l'abîme (Die Insel), réalisé par Hans Steinhoff et sorti le 30 août (coproduction germano-française)
- Roses du sud (Rosen aus dem Süden), réalisé par Walter Janssen et sorti le 30 août
- Chère maman stupide (Liebe dumme Mama), réalisé par Carl Boese et sorti le 4 septembre
- Heinz im Mond (Heinz im Mond), réalisé par Robert A. Stemmle et sorti le 5 septembre
- Le fils prodigue (Der verlorene Sohn), réalisé par Luis Trenker et sorti le 6 septembre
- Pechmarie (Pechmarie), réalisé par Erich Engel et sorti le 12 septembre
- Le jeune baron Neuhaus (Der junge Baron Neuhaus), réalisé par Gustav Ucicky et sorti le 14 septembre
- Le cousin de Dingsda (Der Vetter aus Dingsda), réalisé par Georg Zoch et sorti le 14 septembre
- Jouer avec le feu (Spiel mit dem Feuer), réalisé par Ralph Arthur Roberts et sorti le 18 septembre
- Chasseuse noire Johanna (Schwarzer Jäger Johanna), réalisé par Johannes Meyer et sorti le 19 septembre
- Défilé de printemps. Un film du passé de l'Autriche-Hongrie (Frühjahrsparade. Ein Film aus Österreich-Ungarns Vergangenheit), réalisé par Géza von Bolváry et sorti le 20 septembre (coproduction germano-autrichienne-hongroise)
- Felix sera le roi des fusils (Schützenkönig wird der Felix), réalisé par Carl Boese et sorti le 21 septembre
- Le Greluchon délicat (Le Greluchon délicat), réalisé par Jean Choux et sorti le 26 septembre (coproduction germano-française)
- M. Kobin part à l'aventure (Herr Kobin geht auf Abenteuer), réalisé par Hans Deppe et sorti le 28 septembre
- Mademoiselle Liselott (Fräulein Liselott), réalisé par Johannes Guter et sorti le 29 septembre
- Prince Voronzeff (Fürst Woronzeff), réalisé par Arthur Robison et sorti le 2 octobre
- A dix-sept ans (Eine Siebzehnjährige), réalisé par Arthur Maria Rabenalt et sorti le 3 octobre
- Valse d'adieu. Deux femmes autour de Chopin (Abschiedswalzer. Zwei Frauen um Chopin), réalisé par Géza de Bolváry et sorti le 4 octobre
- Aventures d'un jeune gentleman en Pologne (Abenteuer eines jungen Herrn in Polen), réalisé par Gustav Fröhlich et sorti le 4 octobre
- Vieux camarades (Alte Kameraden), réalisé par Fred Sauer et sorti le 5 octobre
- Quelque chose ne va pas (Da stimmt was nicht), réalisé par Hans H. Zerlett et sorti le 9 octobre
- Nuit de mai, réalisé par Gustav Ucicky et Henri Chomette et sorti le 12 octobre
- L'affaire Brenken (Der Fall Brenken), réalisé par Karel Lamač et sorti le 12 octobre
- Ainsi finit un grand amour (So endete eine Liebe), réalisé par Karl Hartl et sorti le 18 octobre
- L'Héritage à Pretoria (Das Erbe in Pretoria), réalisé par Johannes Meyer et sorti le 19 octobre
- Entre ciel et terre (Zwischen Himmel und Erde), réalisé par Franz Seitz Jr. et sorti le 19 octobre
- Virgin contre Monk (Jungfrau gegen Mönch), réalisé par E. W. Emo et sorti le 23 octobre
- Sang de Pologne (Polenblut), réalisé par Karel Lamač et sorti le 24 octobre
- Chaque femme a un secret (Jede Frau hat ein Geheimnis), réalisé par Max Obal et sorti le 30 octobre
- Le mariage anglais (Die englische Heirat), réalisé par Reinhold Schünzel et sorti le 31 octobre
- Le monsieur le sénateur. L'ancêtre volant (Der Herr Senator. Die Fliegende Ahnfrau), réalisé par Fred Sauer et sorti le 1er novembre
- La Chanson de l'adieu (Abschiedswalzer), réalisé par Géza von Bolváry et Albert Valentin et sorti le 2 novembre (coproduction germano-française)
- Leurre (Lockvogel), réalisé par Hans Steinhoff et sorti le 10 novembre
- Héroïsme et agonie de notre Emden (Heldentum und Todeskampf unserer Emden), réalisé par Louis Ralph et sorti le 13 novembre
- La Paloma. Une chanson de camaraderie (La Paloma. Ein Lied der Kameradschaft), réalisé par Karlheinz Martin et sorti le 14 novembre
- J'épouse ma femme (Ich heirate meine Frau), réalisé par Johannes Riemann et sorti le 16 novembre
- Les cavaliers de l'Afrique orientale allemande (Die Reiter von Deutsch-Ostafrika), réalisé par  et sorti le 2 novembre (interdit en 1939)
- L'amour gagne (Die Liebe siegt), réalisé par Herbert Selpin et sorti le 22 novembre (interdit en 1935)
- La dernière valse (Der letzte Walzer), réalisé par Georg Zoch et sorti le 27 novembre
- L'amour et le premier chemin de fer (Die Liebe und die erste Eisenbahn), réalisé par Georg Jacoby et sorti le 27 novembre
- Remettez-moi mes salutations au camion (Grüß mir die Lore noch einmal), réalisé par Robert Neppach et sorti le 28 novembre
- Un enfant, un chien, un vagabond (Ein Kind, ein Hund, ein Vagabund), réalisé par Carl Heinz Wolff et sorti le 29 novembre
- Moi pour toi - toi pour moi (Ich für Dich – Du für mich), réalisé par Arthur Maria Rabenalt et sorti le 30 novembre
- Princesse Turandot (Prinzessin Turandot), réalisé par Carl Froelich et sorti le 30 novembre
- Invitation à danser (Aufforderung zum Tanz), réalisé par Gerhard Lamprecht et sorti le 4 décembre
- Vacances de moi (Ferien vom Ich), réalisé par Rudolf van der Noss et sorti le 7 décembre
- Peer Gynt (Peer Gynt), réalisé par Hans Deppe et sorti le 7 décembre
- Das immortliche Lied (Das unsterbliche Lied), réalisé par Fritz Wendhausen et sorti le 11 décembre (coproduction germano-suisse)
- Visite nocturne (Besuch am Abend), réalisé par Hans Marr et sorti le 12 décembre
- Les deux sceaux. Son Altesse le serviteur (Die beiden Seehunde. Seine Hoheit, der Dienstmann), réalisé par Georg Jacoby et sorti le 19 décembre
- J'ai envie de toi (Ich sehne mich nach Dir), réalisé par Max Neufeld et sorti le 20 décembre
- Son plus grand succès (Ihr größter Erfolg), réalisé par Johannes Riemann et sorti le 20 décembre
- Liebe, Tod und Teufel, réalisé par Johannes Meyer et Viktor Becker et sorti le 21 décembre
- La Vie, la Mort et le Diable (Liebe, Tod und Teufel), réalisé par Heinz Hilpert et Reinhart Steinbicker et sorti le 21 décembre
- Aux droits de l'homme (Um das Menschenrecht), réalisé par Hans Zöberlein et Ludwig Schmid-Wildy et sorti le 28 décembre
- Le Cœur est maître (Herz ist Trumpf), réalisé par Carl Boese et sorti le 31 décembre
- Hohe Schule (Hohe Schule), réalisé par Erich Engel et sorti le 31 décembre (coproduction germano-autrichienne)

### 1935
Il y a eu un total de 111 longs métrages créés.
- L'Héritage (Das Erbe), réalisé par Carl C. Hartmann, date inconnue
- Barcarolle réalisé par Gerhard Lamprecht et Roger Le Bon, date inconnue
- Le Diable en bouteille réalisé par Heinz Hilpert et Reinhart Steinbicker, date inconnue
- Nuits de Saint-Pétersbourg. Valse sur la Neva (Petersburger Nächte. Walzer an der Newa), réalisé par E. W. Emo et sorti le 4 janvier
- Les chanceux (Glückspilze), réalisé par Robert A. Stemmle et sorti le 4 janvier
- Régine (Regine), réalisé par Erich Waschneck et sorti le 7 janvier
- Tout est sous mes ordres (Alles hört auf mein Kommando), réalisé par Georg Zoch et sorti le 8 janvier
- Hermione et les sept montants (Hermine und die sieben Aufrechten), réalisé par Frank Wisbar et sorti le 11 janvier
- Sergent Schwenke (Oberwachtmeister Schwenke), réalisé par Carl Froelich et sorti le 14 janvier
- La Kermesse héroïque (Die klugen Frauen), réalisé par Jacques Feyder et sorti le 15 janvier (coproduction franco-allemande)
- Pierre, Paul et Nanette (Peter, Paul und Nanette), réalisé par Erich Engels et sorti le 15 janvier
- Toi et les trois (Sie und die Drei), réalisé par Victor Janson et sorti le 18 janvier
- Il ne suffit pas d'être tendre, Susanne ! (Nur nicht weich werden, Susanne !), réalisé par Arzén von Cserépy et sorti le 24 janvier
- Pourquoi Miss Käthe ment-elle ? (Warum lügt Fräulein Käthe?), réalisé par Georg Jacoby et sorti le 24 janvier
- Punks vient d'Amérique (Punks kommt aus Amerika), réalisé par Karlheinz Martin et sorti le 25 janvier
- Die Katz 'im Sack (Die Katz' im Sack), réalisé par Richard Eichberg et sorti le 25 janvier (coproduction franco-allemande)
- Les Deux Rois (Der alte und der junge König, Friedrichs des Großen Jugend) de Hans Steinhoff, 29 janvier (à Stuttgart)
- La poutre d'acier (Der stählerne Strahl), réalisé par Franz Wenzler et sorti le  le 29 janvier
- Le cavalier rouge (Der rote Reiter), réalisé par Rolf Randolf et sorti le 1er février
- Ma vie pour Maria Isabell (Mein Leben für Maria Isabell), réalisé par Erich Waschneck et sorti le 7 février
- Quand une fille se marie (Wenn ein Mädel Hochzeit macht), réalisé par Carl Boese et sorti le 12 février
- Rêve d'une nuit d'hiver (Winternachtstraum), réalisé par Géza von Bolváry et sorti le 13 février
- Tout sur une femme. Camarades (Alles um eine Frau. Kameraden), réalisé par Alfred Abel et sorti le 14 février
- Turandot, princesse de Chine (Prinzessin Turandot) réalisé par Gerhard Lamprecht et Serge Veber et sorti le 14 février
- Le patient imaginaire (Der eingebildete Kranke), réalisé par Douglas Sirk et sorti le 18 février
- Une bouffée d'air frais du Canada (Frischer Wind aus Kanada), réalisé par Erich Holder et sorti le 22 février
- Mauvais poing (Ein falscher Fuffziger), réalisé par Carl Boese et sorti le 28 février
- La vierge folle (Die törichte Jungfrau), réalisé par Richard Schneider-Edenkoben et sorti le 28 février
- Assommer. Une jeune fille - un jeune homme (Knock-out. Ein junges Mädchen – ein junger Mann), réalisé par Hans H. Zerlett et Karel Lamač et sorti le 1er mars
- Barcarole (Barcarole), réalisé par Gerhard Lamprecht et sorti le 4 mars
- Chaque jour n'est pas le dimanche (Alle Tage ist kein Sonntag), réalisé par Walter Janssen et sorti le 8 mars
- Artistes (Artisten), réalisé par Harry Piel et sorti le 12 mars
- Le diamant bleu (Der blaue Diamant), réalisé par Curt Blachnitzky et sorti le 14 mars
- Frères de sang. Symphonie bosniaque (Blutsbrüder. Bosnische Symphonie), réalisé par Johann Alexander Hübler-Kahla et sorti le 15 mars
- Le Contrôleur des wagons-lits (Der Schlafwagenkontrolleur), réalisé par Richard Eichberg et sorti le 15 mars (coproduction franco-allemande)
- Le Démon de l'Himalaya (Der Dämon des Himalaya), réalisé par Andrew Marton et sorti le 20 mars (coproduction germano-suisse)
- Une fille de bonne famille (Ein Mädel aus guter Familie), réalisé par Carl Muller Hagens et sorti le 22 mars
- Les Cent Jours de Napoléon (Hundert Tage), réalisé par Franz Wenzler et sorti le 22 mars (coproduction germano-italienne)
- Le Triomphe de la volonté (Triumph des Willens), réalisé par Leni Riefenstahl et sorti le 28 mars
- Bruit sur Weidemann (Lärm um Weidemann), réalisé par Johann Alexander Hübler-Kahla et sorti le 5 avril
- Lockspitzel Asew (Lockspitzel Asew), réalisé par Phil Jutzi et sorti le 12 avril (coproduction germano-autrichienne)
- Gypsy Baron (Zigeunerbaron), réalisé par Karl Hartl et sorti le 17 avril
- Nettoyage (Großreinemachen), réalisé par Karel Lamac et sorti le 25 avril
- Votre Altesse, la vendeuse (Ihre Durchlaucht, die Verkäuferin), réalisé par Karl Hartl et sorti le 25 avril
- Jeanne d'Arc (Das Mädchen Johanna), réalisé par Gustav Ucicky et sorti le 26 avril
- Miracle du vol (Wunder des Fliegens), réalisé par Heinz Paul et sorti le 14 mai
- Grève des mariages (Ehestreik), réalisé par Georg Jacoby et sorti le 31 mai
- Nuit de transformation. Démasquage (Nacht der Verwandlung. Demaskierung), réalisé par Hans Deppe et sorti le 31 mai
- Fin de la ligne (Endstation), réalisé par E. W. Emo et sorti le 4 juin (coproduction germano-autrichienne)
- Faites-moi plaisir (Mach' mich glücklich), réalisé par Arthur Robison et sorti le 5 juin
- Il y avait deux célibataires (Es waren zwei Junggesellen), réalisé par Franz Seitz Sr. et sorti le 12 juin
- Le combat avec le dragon (Der Kampf mit dem Drachen), réalisé par Franz Seitz sen. et sorti le 14 juin
- Qui ose - gagne . Belle dame (Wer wagt – gewinnt. Bezauberndes Fräulein), réalisé par Walter Janssen et sorti le 9 juillet
- Amphitryon - Le bonheur vient des nuages (Amphitryon – Aus den Wolken kommt das Glück), réalisé par Reinhold Schünzel et sorti le 18 juillet
- Les Époux célibataires réalisé par Jean Boyer et Arthur Robison et sorti le 19 juillet (coproduction franco-allemande)
- Karl nettoie (Karl räumt auf), réalisé par Carl Boese et sorti le 2 août
- La Carmen blonde (Die blonde Carmen), réalisé par Victor Janson et sorti le 7 août
- Liselotte du Palatinat (Liselotte von der Pfalz), réalisé par Carl Froelich et sorti le 8 août
- Le Prisonnier du Roi (Der Gefangene des Königs), réalisé par Carl Boese et sorti le 13 août
- L'amour va - où il veut (Liebe geht – wohin sie will), réalisé par Kurt Skalden et sorti le 14 août
- Le chantier du brochet gris (Die Werft zum grauen Hecht), réalisé par Frank Wisbar et sorti le 22 août
- Stradivarius (Stradivari), réalisé par Géza von Bolváry et sorti le 26 août
- Tout loin du chien. Le Testament fou (Alles weg’n dem Hund. Das verrückte Testament), réalisé par Fred Sauer et sorti le 29 août
- J'aime toutes les femmes (Ich liebe alle Frauen), réalisé par Karel Lamač, Henri Decoin et sorti le 30 août
- La sainte et son fou (Die Heilige und ihr Narr), réalisé par Hans Deppe, Paul May, Peter Ostermayr et sorti le 6 septembre
- Un mari idéal (Ein idealer Gatte), réalisé par Herbert Selpin et sorti le 6 septembre
- Pygmalion (Pygmalion), réalisé par Erich Engel et sorti le 12 septembre
- Les dieux s'amusent réalisé par Reinhold Schünzel et Albert Valentin et sorti le 13 septembre
- Varieté (Varieté), réalisé par Nicolas Farkas et sorti le 17 septembre (coproduction franco-allemande)
- La table de multiplication de l'amour (Das Einmaleins der Liebe), réalisé par Carl Hoffmann et sorti le 20 septembre
- Roi Waltz (Königswalzer), réalisé par Herbert Maisch et sorti le 23 septembre
- Le marchand d'oiseaux (Der Vogelhändler), réalisé par E. W. Emo et sorti le 26 septembre
- Le brave navigateur (Der mutige Seefahrer), réalisé par Hans Deppe et sorti le 27 septembre
- S'il n'y avait pas la musique (Wenn die Musik nicht wär), réalisé par Carmine Gallone et sorti le 2 octobre
- Le domino vert (Der grüne Domino), réalisé par  Henri Decoin et Herbert Selpin et sorti le 4 octobre (coproduction franco-allemande)
- Cavalerie légère (Leichte Kavallerie), réalisé par Werner Hochbaum et sorti le 14 octobre
- J'étais Jack Mortimer (Ich war Jack Mortimer), réalisé par Carl Froelich et sorti le 17 octobre
- Chers gens (Liebesleute), réalisé par Erich Waschneck et sorti le 18 octobre
- Stradivarius réalisé par Géza von Bolváry et Albert Valentin et sorti le 18 octobre (coproduction franco-allemande)
- Admirateur de Lady Windermeres (Lady Windermeres Fächer), réalisé par Heinz Hilpert et sorti le 20 octobre
- avril avril ! (April, April!), réalisé par Douglas Sirk et sorti le 24 octobre
- Berceuse à l'enfant (Vergiß mein nicht), réalisé par Augusto Genina et sorti le 24 octobre
- L'amour de l'artiste (Künstlerliebe), réalisé par Fritz Wendhausen et sorti le 25 octobre
- La Fille des marais (Das Mädchen vom Moorhof), réalisé par Douglas Sirk et sorti le 30 octobre
- Un homme de trop à bord (Einer zuviel an Bord), réalisé par Gerhard Lamprecht et sorti le 31 octobre (coproduction franco-allemande)
- Un voyage en mer amusant (Eine Seefahrt, die ist lustig), réalisé par Alwin Elling et sorti le 2 novembre
- Attaque de Schweda (Anschlag auf Schweda), réalisé par Karlheinz Martin et sorti le 5 novembre
- L'homme à la patte (Der Mann mit der Pranke), réalisé par Rudolf van der Noss et sorti le 12 novembre
- Mazurka (Mazurka), réalisé par Willi Forst et sorti le 14 novembre
- L'outsider (Der Außenseiter), réalisé par Hans Deppe et sorti le 14 novembre
- Le chasseur du monastère (Der Klosterjäger), réalisé par Max Obal et sorti le 18 novembre
- Urgence frisonne (Friesennot), réalisé par Peter Hagen et sorti le 19 novembre
- Roi Tigre (Königstiger), réalisé par Rolf Randolf et sorti le 22 novembre
- Bienheureuse Excellence (Die selige Exzellenz), réalisé par Hans H. Zerlett et sorti le 26 novembre
- Victoria (Viktoria), réalisé par Carl Hoffmann et sorti le 27 novembre
- Le Roi Infirmier (Der Ammenkönig), réalisé par Hans Steinhoff et sorti le 5 décembre
- Le chevreuil blanc (Im weißen Rößl), réalisé par Karel Lamač et sorti le 6 décembre
- Le jeune comte (Der junge Graf), réalisé par Karel Lamač et sorti le 9 décembre
- L'étudiant de Prague (Der Student von Prag), réalisé par Arthur Robison et sorti le 10 décembre
- Une nuit sur le Danube (Eine Nacht an der Donau), réalisé par Carl Boese et sorti le 13 décembre
- Pôle Poppelspäler (Pole Poppelspäler), réalisé par Curt Oertel , date inconnue décembre
- Chanson d'amour (Liebeslied), réalisé par Fritz Peter Buch, Herbert B. Fredersdorf et sorti le 16 décembre
- Bourreaux, femmes et soldats (Henker, Frauen und Soldaten), réalisé par Johannes Meyer et sorti le 19 décembre
- Cerises dans le jardin du voisin (Kirschen in Nachbars Garten), réalisé par Erich Engels et sorti le 20 décembre
- Bruit dans l'annexe secrète (Krach im Hinterhaus), réalisé par Veit Harlan et sorti le 20 décembre
- Famille Schimek (Familie Schimek), réalisé par E. W. Emo et sorti le 20 décembre
- Les Piliers de la société (Stützen der Gesellschaft), réalisé par Douglas Sirk et sorti le 21 décembre
- Ne tombez pas amoureux sur le lac de Constance (Verlieb' Dich nicht am Bodensee), réalisé par Carl Heinz Wolff et sorti le 21 décembre
- Roses noires (Schwarze Rosen), réalisé par Paul Martin et sorti le 23 décembre
- L'ordre supérieur (Der höhere Befehl), réalisé par Gerhard Lamprecht et sorti le 30 décembre
- Jour de la Liberté : Nos Forces de Défense (Tag der Freiheit - Unsere Wehrmacht), réalisé par Leni Riefenstahl et sorti le 30 décembre (Ufa Palast am Zoo, Berlin)

### 1936
Il y a eu un total de 113 longs métrages créés.
- Deutsche Vergangenheit wird lebendig (Le passé allemand prend vie), réalisateur inconnu, date inconnue[5].
- Maladie héréditaire (Erbkrank), réalisé par Herbert Gerdes, date inconnue
- Passeur Maria (Fährmann Maria), réalisé par Frank Wisbar et sorti le 7 janvier
- La jungla in rivolta (Der Dschungel ruft), réalisé par Harry Piel et sorti le 16 janvier
- August the Strong (August der Starke), réalisé par Paul Wegener, Stanisław Wasylewski et sorti le 17 janvier (coproduction germano-polonaise, interdite en 1939)
- Martha, réalisé par Karl Anton et sorti le 17 janvier 1936 (coproduction germano-française)
- Les Vaincus (Traumulus), réalisé par Carl Froelich et sorti le 23 janvier
- Les joyeuses femmes (Die lustigen Weiber), réalisé par Carl Hoffmann et sorti le 24 janvier
- Sang jeune (Junges Blut), réalisé par Kurt Skalden et sorti le 24 janvier
- Manœuvres d'automne (Herbstmanöver), réalisé par Georg Jacoby et sorti le 24 janvier
- Donogoo Tonka. La ville mystérieuse (Donogoo Tonka. Die geheimnisvolle Stadt), réalisé par Reinhold Schünzel et sorti le 24 janvier
- L'ange sans méfiance (Der ahnungslose Engel), réalisé par Franz Seitz sen. et sorti le 4 février
- Voleur de fille (Mädchenräuber), réalisé par Fred Sauer et sorti le 6 février
- Le Courrier du Tsar (Der Kurier des Zaren), réalisé par Richard Eichberg et sorti le 7 février (coproduction franco-allemande)
- Tu ne peux pas être fidèle (Du kannst nicht treu sein), réalisé par Franz Seitz Jr. et sorti le 11 février
- Timide Casanova (Der schüchterne Casanova), réalisé par Karel Lamac et sorti le 13 février
- Lampe à gueule de bois (Kater Lampe), réalisé par Veit Harlan et sorti le 19 février
- A travers le désert (Durch die Wüste), réalisé par Johann Alexander Hübler-Kahla et sorti le 20 février
- Sa Majesté se marie (Mädchenjahre einer Königin), réalisé par Erich Engel et sorti le 28 février
- Soldats - camarades (Soldaten – Kameraden), réalisé par Anton Johann Huppertz et sorti le 28 février
- Viol des Sabines (Raub der Sabinerinnen), réalisé par Robert A. Stemmle et sorti le 1er mars
- Martha (Martha. Letzte Rose), réalisé par Karl Anton et sorti le 3 mars
- Les quatre derniers de Santa Cruz (Die letzten Vier von Santa Cruz), réalisé par Werner Klingler et sorti le 11 mars
- Le coup de cœur de l'impératrice (Der Favorit der Kaiserin), réalisé par Werner Hochbaum et sorti le 12 mars
- Paul et Pauline (Paul und Pauline), réalisé par Heinz Paul et sorti le 13 mars
- Theodor fatigué (Der müde Theodor), réalisé par Veit Harlan et sorti le 13 mars
- Château de Vogelöd (Schloß Vogelöd), réalisé par Max Obal et sorti le 19 mars
- Les Pattes de mouches (Die Pfoten der Fliege) réalisé par Jean Grémillon et sorti le 20 mars (coproduction franco-allemande)
- Le grand et le petit monde (Die große und die kleine Welt), réalisé par Johannes Riemann et sorti le 20 mars
- Sang chaud (Heißes Blut), réalisé par Georg Jacoby et sorti le 20 mars
- Quand le coq chante (Wenn der Hahn kräht), réalisé par Carl Froelich et sorti le 23 mars
- Des anges avec des défauts mineurs (Engel mit kleinen Fehlern), réalisé par Carl Boese et sorti le 31 mars
- L'enlèvement (Die Entführung), réalisé par Géza von Bolváry et sorti le 1er avril
- La femme impossible (Die unmögliche Frau), réalisé par Johannes Meyer et sorti le 3 avril
- Un étrange invité (Ein seltsamer Gast), réalisé par Gerhard Lamprecht et sorti le 8 avril
- Savoy-Hotel 217 (Savoy-Hotel 217), réalisé par Gustav Ucicky et sorti le 11 avril
- L'amour du Maharajah (Die Liebe des Maharadschah), réalisé par Arthur Maria Rabenalt et sorti le 15 avril
- Le dernier voyage de Santa Margareta (Die letzte Fahrt der Santa Margareta), réalisé par Georg Zoch et sorti le 17 avril
- Des choses gaies et sérieuses sur le grand roi (Heiteres und Ernstes um den großen König), réalisé par Phil Jutziet sorti le 24 avril
- Réveil amoureux (Liebeserwachen), réalisé par Herbert Maisch et sorti le 24 avril
- Un médecin passionné (Arzt aus Leidenschaft), réalisé par Hans H. Zerlett et sorti le 30 avril
- Stjenka Razin (Stjenka Rasin), réalisé par Alexandre Volkoff et sorti le 1er mai
- Défilé familial (Familienparade), réalisé par Fritz Wendhausen et sorti le 14 mai
- Hilde Petersen (Hilde Petersen postlagernd), réalisé par Victor Janson et sorti le 15 mai
- Mélodies du Danube (Donaumelodien), réalisé par Willy Reiber et sorti le 15 mai
- Lune de miel (Flitterwochen), réalisé par Karel Lamač et sorti le 28 mai
- Les commandes sont des commandes (Befehl ist Befehl), réalisé par Alwin Elling et sorti le 29 mai
- L'aventurier de Paris (Der Abenteurer von Paris), réalisé par Karlheinz Martin et sorti le 29 mai
- Scandale des chauves-souris (Skandal um die Fledermaus), réalisé par Herbert Selpin et sorti le 4 juin
- Le petit Hermann. Non, non, qu'est-ce qu'il n'y a pas (Das Hermännchen. Nee, nee, was es nich' alles gibt), réalisé par Heinz Paul et sorti le 5 juin
- Le mystérieux Mister X (Der geheimnisvolle Mister X), réalisé par Johann Alexander Hübler-Kahla et sorti le 11 juin
- Allotria (Allotria), réalisé par Willi Forst et sorti le 12 juin
- Les trois autour de Christine (Die Drei um Christine), réalisé par Hans Deppe et sorti le 18 juin
- La Neuvième symphonie (Schlußakkord), réalisé par Douglas Sirk et sorti le 27 juin
- Hans je suis heureux (Hans im Glück), réalisé par Robert Herlth, Walter Röhrig et sorti le 3 juillet
- Régiment féminin (Weiberregiment), réalisé par Karl Ritter et sorti le 9 juillet
- Musique de rue (Straßenmusik), réalisé par Hans Deppe et sorti le 10 juillet
- Hiver forestier (Waldwinter), réalisé par Fritz Peter Buch et sorti le 14 juillet
- L'Empereur de Californie (Der Kaiser von Kalifornien), réalisé par Luis Trenker et sorti le 21 juillet
- Le bon vivant incompris (Der verkannte Lebemann), réalisé par Carl Boese et sorti le 24 juillet
- Incognito (Inkognito), réalisé par Richard Schneider-Edenkoben et sorti le 31 juillet
- Moral (Moral), réalisé par Hans H. Zerlett et sorti le 3 août
- Trois filles autour de Schubert (Drei Mäderl um Schubert), réalisé par E. W. Emo et sorti le 4 août
- L'Espace Beauté (Das Schönheitsfleckchen), réalisé par Rolf Hansen et sorti le 4 août
- Boccace (Boccaccio), réalisé par Herbert Maisch et sorti le 11 août
- Les serviteurs demandent (Diener lassen bitten), réalisé par Hans H. Zerlett et sorti le 14 août
- Le château en Flandre (Das Schloß in Flandern), réalisé par Géza von Bolváry et sorti le 14 août
- Hommes avant le mariage (Männer vor der Ehe), réalisé par Carl Boese et sorti le 14 août
- Ave Maria (Ave Maria), réalisé par Johannes Riemann et sorti le 21 août
- Passagers clandestins (Blinde Passagiere), réalisé par Fred Sauer et sorti le 21 août
- Plus fort que des paragraphes (Stärker als Paragraphen), réalisé par Jürgen von Alten et sorti le 27 août
- Standschütze Bruggler (Standschütze Bruggler), réalisé par Werner Klingler et sorti le 28 août
- Une chanson accuse (Ein Lied klagt an), réalisé par Georg Zoch et sorti le 31 août
- Escapade (Eskapade), réalisé par Erich Waschneck et sorti le 1er septembre
- Trois grands jours (Drei tolle Tage), réalisé par Hans Deppe et sorti le 4 septembre
- Plaisanter. Qui est qui ? (Schabernack. Wer ist wer), réalisé par E. W. Emo et sorti le 4 septembre
- Fille en blanc. Je suis né pour être heureux (Mädchen in Weiß. Ich bin auf der Welt, um glücklich zu sein), réalisé par Victor Janson et sorti le 10 septembre
- Traître (Verräter), réalisé par Karl Ritter et sorti le 15 septembre
- Premier amour (Erste Liebe), réalisé par Robert Land et sorti le 19 septembre (coproduction germano-tchèque)
- Les enfants de la chance (Glückskinder), réalisé par Paul Martin et sorti le 19 septembre
- Arrêt de 90 minutes (90 Minuten Aufenthalt), réalisé par Harry Piel et sorti le 25 septembre
- Oncle Bräsig (Onkel Bräsig), réalisé par Erich Waschneck et sorti le 25 septembre
- L'heure de la tentation (Die Stunde der Versuchung), réalisé par Paul Wegener et sorti le 29 septembre
- Marie la servante (Maria, die Magd), réalisé par Veit Harlan et sorti le 2 octobre
- Tu es ma chance (Du bist mein Glück), réalisé par Karlheinz Martin et sorti le 7 octobre
- Un mariage de rêve (Ein Hochzeitstraum), réalisé par Erich Engel et sorti le 8 octobre
- Moscou-Shanghai (Moskau – Shanghai), réalisé par Paul Wegener et sorti le 8 octobre
- La fille Irene (Das Mädchen Irene), réalisé par Reinhold Schünzel et sorti le 9 octobre
- Si nous étions tous des anges (Wenn wir alle Engel wären), réalisé par Carl Froelich et sorti le 9 octobre
- La femme inouïe (Die un-erhörte Frau), réalisé par Nunzio Malasomma et sorti le 15 octobre
- Hilde et la Volkswagen (Hilde und die Volkswagen), réalisé par Heinz Paul et sorti le 16 octobre
- Ville d'Anatol (Stadt Anatol), réalisé par Victor Tourjanski et sorti le 16 octobre
- Une femme sans importance (Eine Frau ohne Bedeutung), réalisé par Hans Steinhoff et sorti le 26 octobre
- Tonnerre, éclairs et soleil (Donner, Blitz und Sonnenschein), réalisé par Erich Engel et sorti le 30 octobre
- Quand l'alouette chante (Wo die Lerche singt), réalisé par Karel Lamač et sorti le 30 octobre (coproduction germano-suisse-hongroise)
- Intermezzo (Intermezzo), réalisé par Gustaf Molander et sorti le 3 novembre
- Jeu à bord (Spiel an Bord), réalisé par Herbert Selpin et sorti le 3 novembre
- L'inconnu (Die Unbekannte), réalisé par Frank Wisbar et sorti le 12 novembre
- Chanson de Fiaker (Fiakerlied), réalisé par E. W. Emo et sorti le 13 novembre
- La violette de la Potsdamer Platz (Das Veilchen vom Potsdamer Platz), réalisé par Johann Alexander Hübler-Kahla et sorti le 16 novembre
- Le Chasseur d'automne (Der Jäger von Fall), réalisé par Hans Deppe et sorti le 17 novembre
- Le péché de jeunesse (Die Jugendsünde), réalisé par Franz Seitz sen. et sorti le 20 novembre
- L'Étudiant pauvre (Der Bettelstudent), réalisé par Georg Jacoby et sorti le 23 novembre
- De retour dans la bruyère (Dahinten in der Heide), réalisé par Carl Boese et sorti le 25 novembre
- Le tiers qui rit (Der lachende Dritte), réalisé par Georg Zoch et sorti le 26 novembre
- C'est à propos de ma vie (Es geht um mein Leben), réalisé par Richard Eichberg et sorti le 15 décembre
- Secret d'une vieille maison (Geheimnis eines alten Hauses), réalisé par Rudolf van der Noss et sorti le 3 décembre
- Annemarie. L'histoire d'un jeune amour (Annemarie. Die Geschichte einer jungen Liebe), réalisé par Fritz Peter Buch et sorti le 4 décembre
- Les gens avec l'insolation (Die Leute mit dem Sonnenstich), réalisé par Carl Hoffmann et sorti le 4 décembre
- Le concert de cour (Das Hofkonzert), réalisé par Douglas Sirk  et sorti le 18 décembre
- La nuit avec le Kaiser (Die Nacht mit dem Kaiser), réalisé par Erich Engel et sorti le 22 décembre
- Sous un ciel chaud (Unter heißem Himmel), réalisé par Gustav Ucicky et sorti le 23 décembre
- Pédiatre Dr Ange (Kinderarzt Dr. Engel), réalisé par Johannes Riemann et sorti le 30 décembre
- Susanne dans le bain (Susanne im Bade), réalisé par Jürgen von Alten et sorti le 31 décembre

### 1937
Il y a eu un total de 97 longs métrages créés.
- Victime du passé (Opfer der Vergangenheit), réalisé par Kurt Botner, Gernot Bock-Stieber, date inconnue
- Wilde Wasser (Wilde Wasser), réalisé par Guzzi Lantschner, Harald Reinl et sorti le date inconnue
- Festliches Nürnberg (Festliches Nürnberg), réalisé par Hans Weidemann et sorti le date inconnue
- Le Cuirassé Sebastopol (Panzerkreuzer Sebastopol : Weisse Sklaven), réalisé par Karl Anton et sorti le 5 janvier
- La passerelle aux chats (Der Katzensteg), réalisé par Fritz Peter Buch et sorti le 11 janvier
- Le chien de Baskerville (Der Hund von Baskerville), réalisé par Carl Lamac et sorti le 12 janvier
- Une fille du ballet (Ein Mädel vom Ballett), réalisé par Karel Lamač et sorti le 12 janvier
- Roulez vers la liberté (Ritt in die Freiheit), réalisé par Karl Hartl et sorti le 14 janvier
- Et toi, ma chérie, tu viens avec moi (Und du mein Schatz fährst mit), réalisé par Georg Jacoby et sorti le 15 janvier
- Association de la Cigogne (Der Klapperstorchverband), réalisé par Carl Froelich et sorti le 16 janvier
- Truxa (Truxa), réalisé par Hans H. Zerlett et sorti le 19 janvier
- Bal au Metropol (Ball im Metropol), réalisé par Frank Wisbar et sorti le 26 janvier
- Son meilleur ami (Sein bester Freund), réalisé par Harry Piel et sorti le 26 février
- Gare centrale (Gleisdreieck), réalisé par Robert A. Stemmle et sorti le 27 janvier
- IA en Haute-Bavière (IA in Oberbayern), réalisé par Franz Seitz senior et sorti le 2 février
- Fridericus (Fridericus), réalisé par Johannes Meyer et sorti le 8 février
- La Sonate à Kreutzer (Die Kreutzersonate), réalisé par Veit Harlan et sorti le 11 février
- Togger (Togger), réalisé par Jürgen von Alten et sorti le 12 février
- Ma femme, la perle (Meine Frau, die Perle), réalisé par Alwin Elling et sorti le 13 février
- Frauenliebe - Frauenleid (Frauenliebe – Frauenleid), réalisé par Augusto Genina et sorti le 19 février
- Sherlock Holmes. « La dame grise » (Sherlock Holmes. Die graue Dame), réalisé par Erich Engels et sorti le 26 février
- Un avertissement contre l'amour (Vor Liebe wird gewarnt), réalisé par Karel Lamač et sorti le 28 février
- Peuple sans patrie (Menschen ohne Vaterland), réalisé par Herbert Maisch et sorti le 6 mars
- L'amour prend des chemins étranges (Liebe geht seltsame Wege), réalisé par Hans H. Zerlett et sorti le 10 mars
- Le lièvre de scène (Der Etappenhase), réalisé par Joe Stöckel et sorti le 16 mars
- Crépuscule (Der Herrscher), réalisé par Veit Harlan et sorti le 17 mars
- Yette la divine (Die göttliche Jette), réalisé par Erich Waschneck et sorti le 18 mars
- La Fille du samouraï (Die Tochter des Samurai), réalisé par Arnold Fanck et Mansaku Itami et sorti le 23 mars (coproduction germano-japonaise)
- Condottieri (Condottieri), réalisé par Luis Trenker et sorti le 24 mars (coproduction germano-italienne)
- La boule de verre (Die gläserne Kugel), réalisé par Peter Stanchina et sorti le 25 mars
- La voix du cœur (Die Stimme des Herzens), réalisé par Karlheinz Martin et sorti le 27 mars
- Jeu dangereux (Gefährliches Spiel), réalisé par Erich Engel et sorti le 3 avril
- La belle Fraulein Schragg (Das schöne Fräulein Schragg), réalisé Hans Deppe par et sorti le 9 avril
- Gordian, le tyran (Gordian, der Tyrann), réalisé par Fred Sauer et sorti le 9 avril
- Ils parlent de Jacqueline (Man spricht über Jacqueline), réalisé par Werner Hochbaum et sorti le 16 avril
- Le témoin clé (Die Kronzeugin), réalisé par Georg Jacoby et sorti le 21 avril
- Bruit et chance autour de Künnemann (Krach und Glück um Künnemann), réalisé par Paul Wegener et sorti le 23 avril
- Madame Bovary (Madame Bovary), réalisé par Gerhard Lamprecht et sorti le 23 avril
- Son dernier modèle (Sein letztes Modell), réalisé par Rudolf van der Noss et sorti le 24 avril (coproduction germano-hongroise)
- Les vraies grandes folies (Die ganz großen Torheiten), réalisé par Carl Froelich et sorti le 30 avril
- L'amour ne va pas si loin (So weit geht die Liebe nicht), réalisé par Franz Seitz Jr. et sorti le 3 mai
- Au fur et à mesure du lièvre (Wie der Hase läuft), réalisé par Franz Marszalek et sorti le 25 mai
- Meiseken (Meiseken), réalisé par Hans Deppe et sorti le 27 mai
- Terre d'Amour (Land der Liebe), réalisé par Reinhold Schünzel et sorti le 10 juin
- Institut du mariage Ida & Co (Heiratsinstitut Ida & Co), réalisé par Victor Janson et sorti le 30 juin
- Mon fils, le Ministre (Mein Sohn, der Herr Minister), réalisé par Veit Harlan et sorti le 6 juillet
- On a tué Sherlock Holmes (Der Mann, der Sherlock Holmes war), réalisé par Karl Hartl et sorti le 15 juillet
- Alerte à Pékin (Alarm in Peking), réalisé par Herbert Selpin et sorti le 16 juillet
- Garde de nuit au paradis (Nachtwache im Paradies), réalisé par Peter Hagen et sorti le 16 juillet
- Quand les femmes se taisent (Wenn Frauen schweigen), réalisé par Fritz Kirchhoff et sorti le 20 juillet
- Hussards, dehors ! (Husaren, heraus!), réalisé par Georg Jacoby et sorti le 22 juillet
- Carrousel (Karussell), réalisé par Alwin Elling et sorti le 2 août
- Les nénuphars (Die Austernlilli), réalisé par E. W. Emo et sorti le réalisé par  et sorti le 3 août
- L'amour peut mentir (Liebe kann lügen), réalisé par Heinz Helbig et sorti le 3 août
- Les Sept Gifles (Sieben Ohrfeigen), réalisé par Paul Martin et sorti le 3 août
- Huis clos (Unter Ausschluss der Öffentlichkeit), réalisé par Paul Wegener et sorti le 5 août
- Cabrioles (Kapriolen), réalisé par Gustaf Gründgens et sorti le 10 août
- Le motif du divorce (Der Scheidungsgrund), réalisé par Karel Lamač et sorti le 17 août (coproduction germano-tchécoslovaque)
- Si vous avez une belle-mère (Wenn Du eine Schwiegermutter hast), réalisé par Joe Stöckel et sorti le 13 août
- Le silence dans la forêt (Das Schweigen im Walde), réalisé par Hans Deppe et sorti le 19 août
- Ne me promets rien ! (Versprich mir nichts!), réalisé par Wolfgang Liebeneiner et sorti le 20 août
- Escrocs dans les files (Gauner im Frack. Konflikt), réalisé par Johannes Riemann et sorti le 26 août
- La poêle. Le sort du lieutenant Thomas Glahn (Pan. Das Schicksal des Leutnants Thomas Glahn), réalisé par Josef Rovenský, Olaf Fjord et sorti le 27 août
- Paramatta, bagne de femmes (Zu neuen Ufern), réalisé par Douglas Sirk et sorti le 31 août
- Les clochards (Die Landstreicher), réalisé par Karel Lamač et sorti le 3 septembre
- La Citadelle de Varsovie (Die Warschauer Zitadelle), réalisé par Fritz Peter Buch et sorti le 6 septembre
- Opération Michael (Unternehmen Michael), réalisé par Karl Ritter et sorti le 7 septembre
- Gabriele un, deux, trois (Gabriele eins, zwei, drei), réalisé par Rolf Hansen et sorti le 10 septembre
- Daphné et le diplomate (Daphne und der Diplomat), réalisé par Robert A. Stemmle et sorti le 24 septembre
- Patriotes (Patrioten), réalisé par Karl Ritter et sorti le 24 septembre
- Des filles pour tout (Mädchen für alles), réalisé par Carl Boese et sorti le 27 septembre
- Auberge Filoda (Fremdenheim Filoda), réalisé par Hans Hinrich et sorti le 30 septembre
- Signal dans la nuit (Signal in der Nacht), réalisé par Richard Schneider-Edenkoben et sorti le 1er octobre
- Le drapeau jaune (Die gelbe Flagge), réalisé par Gerhard Lamprecht et sorti le 2 octobre
- Manège (Manege), réalisé par Carmine Gallone et sorti le 8 octobre
- Autobus "S". Un homme n'est pas rentré à la maison (Autobus „S“. Ein Mann kam nicht nach Hause), réalisé par Heinz Hille et sorti le 12 octobre
- Mal du pays (Heimweh), réalisé par Jürgen von Alten et sorti le 12 octobre
- Le mari modèle (Der Mustergatte), réalisé par Wolfgang Liebeneiner et sorti le 13 octobre
- L'Irrésistible (Der Unwiderstehliche), réalisé par Géza von Bolváry et sorti le 14 octobre
- La cruche cassée (Der zerbrochene Krug), réalisé par Gustav Ucicky et sorti le 19 octobre
- Diamants (Brillanten), réalisé par Eduard von Borsody et sorti le 22 octobre
- La princesse du corail (Die Korallenprinzessin), réalisé par Victor Janson et sorti le 29 octobre (coproduction germano-yougoslave)
- La chauve-souris (Die Fledermaus), réalisé par Hans H. Zerlett, Paul Verhoeven et sorti le 30 octobre
- Fanny Elßler (Fanny Elßler), réalisé par Paul Martin et sorti le 4 novembre
- Le docteur du rire (Der Lachdoktor), réalisé par Fred Sauer et sorti le 10 novembre
- Un ennemi du peuple (Ein Volksfeind), réalisé par Hans Steinhoff et sorti le 15 novembre
- Vol orageux vers Claudia (Gewitterflug zu Claudia), réalisé par Erich Waschneck et sorti le 25 novembre
- La guerre des moisissures à Holledau (Der Schimmelkrieg in der Holledau), réalisé par Alois Johannes Lippl et sorti le 26 novembre
- Sérénade (Serenade), réalisé par Willi Forst et sorti le 26 novembre
- Le Petit Chaperon Rouge et le Loup (Rotkäppchen und der Wolf), réalisé par Renée Stobrawa, Fritz Genschow et sorti le réalisé par  et sorti le 27 novembre
- Deux fois deux dans un lit à baldaquin (Zweimal zwei im Himmelbett), réalisé pa rHans Deppe, Paul May et Peter Ostermayr et sorti le 2 décembre
- La fourrure de castor (Der Biberpelz), réalisé par Jürgen von Alten et sorti le 16 décembre
- Mon amie Barbara (Meine Freundin Barbara), réalisé par Fritz Kirchhoff et sorti le 17 décembre
- La Habanera (La Habanera), réalisé par Detlef Sierck et sorti le 18 décembre
- Gasparone (Gasparone), réalisé par Georg Jacoby et sorti le 21 décembre
- Coq dans le panier (Hahn im Korb), réalisé par Heinz Paul et sorti le 21 décembre
- Tango Notturno (Tango Notturno), réalisé par Fritz Kirchhoff et sorti le 23 décembre

### 1938
Il y a eu un total de 115 longs métrages créés.
- Wort und Tat (Wort und Tat), réalisé par Fritz Hippler, date inconnue
- Nanon de Herbert Maisch, date inconnue
- Le secret de Betty Bonn (Das Geheimnis um Betty Bonn), réalisé par Robert A. Stemmle et sorti le 4 janvier
- Monika. Une mère se bat pour son enfant (Monika. Eine Mutter kämpft um ihr Kind), réalisé par Heinz Helbig et sorti le 5 janvier
- Le Défi (Der Berg ruft), réalisé par Luis Trenker et sorti le 6 janvier
- La grande aventure (Das große Abenteuer), réalisé par Johannes Meyer et sorti le 7 janvier
- Avec commande scellée (Mit versiegelter Order), réalisé par Karl Anton et sorti le réalisé par  et sorti le 14 janvier
- Petermann est contre ! (Petermann ist dagegen !), réalisé par Frank Wisbar et sorti le 14 janvier
- Vacances sur parole d'honneur (Urlaub auf Ehrenwort), réalisé par Karl Ritter et sorti le 19 janvier
- Le Tombeau hindou (Das indische Grabmal), réalisé par Richard Eichberg et sorti le 28 janvier
- Les Mésaventures du joli Karl (Die Umwege des schönen Karl), réalisé par Carl Froelich et sorti le 31 janvier
- Aventure à Varsovie (Abenteuer in Warschau), réalisé par Carl Boese, Mieczysław Krawicz et sorti le 1er février (coproduction germano-polonaise et interdite en 1939)
- L'homme qui ne peut pas dire non (Der Mann, der nicht nein sagen kann), réalisé par Mario Camerini et sorti le 1er février
- Mme Sylvelin (Frau Sylvelin), réalisé par Herbert Maisch, Kurt Hoffmann et sorti le 2 février
- Devinette sur Beate (Rätsel um Beate), réalisé par Johannes Meyer et sorti le 4 février
- Le museau (Der Maulkorb), réalisé par Erich Engel et sorti le 10 février
- Le Tigre du Bengale (Der Tiger von Eschnapur), réalisé par Richard Eichberg et sorti le 11 février
- Comme une fois en mai (Wie einst im Mai), réalisé par Richard Schneider-Edenkoben et sorti le 11 février
- Escroc de mariage (Heiratsschwindler), réalisé par Herbert Selpin et sorti le 15 février
- De haut en bas (Drunter und drüber), réalisé par Nunzio Malasomma et sorti le 17 février
- Orage en mai (Gewitter im Mai), réalisé par Hans Deppe et sorti le 22 février
- Sanatorium du mariage (Das Ehesanatorium), réalisé par Toni Huppertz et sorti le 24 février
- Finale (Finale), réalisé par Géza von Bolváry et sorti le 25 février
- La fille de bonne réputation (Das Mädchen mit dem guten Ruf), réalisé par Hans Schweikart et sorti le 25 février
- La mélodie s'est évanouie (Verklungene Melodie), réalisé par Victor Tourjanski et sorti le 25 février
- Entre les parents (Zwischen den Eltern), réalisé par Hans Hinrich et sorti le 2 mars
- Mariage de la Révolution (Revolutionshochzeit), réalisé par Hans H. Zerlett et sorti le 7 mars
- Camarades de mer (Kameraden auf See), réalisé par Heinz Paul et sorti le réalisé par  et sorti le 12 mars
- Bien à vous Leibhusar (Ihr Leibhusar), réalisé par Hubert Marischka et sorti le 14 mars (coproduction germano-autrichienne-hongroise)
- Les étoiles brillent (Es leuchten die Sterne), réalisé par Hans H. Zerlett et sorti le 17 mars
- Mousquetaire Meier III (Musketier Meier III), réalisé par Joe Stöckel et sorti le réalisé par  et sorti le 17 mars
- Le pieux mensonge (Die fromme Lüge), réalisé par Nunzio Malasomma et sorti le 25 mars
- Coups de feu dans la cabane 7 (Schüsse in Kabine 7), réalisé par Carl Boese et sorti le 25 mars
- Yvette. La fille d'une courtisane (Yvette. Die Tochter einer Kurtisane), réalisé par Wolfgang Liebeneiner et sorti le 25 mars
- Cinq millions à la recherche d'un héritier (Fünf Millionen suchen einen Erben), réalisé par Carl Boese et sorti le 1er avril
- Le moineau nu (Der nackte Spatz), réalisé par Albert Hörrmann et sorti le 1er avril
- Un jour tu m'aimeras (Einmal werd’ ich Dir gefallen), réalisé par Johannes Riemann et sorti le 6 avril
- À partir de minuit (Ab Mitternacht), réalisé par Carl Hoffmann et sorti le 8 avril (coproduction franco-allemande, interdite en 1939)
- La fille d'hier soir (Das Mädchen von gestern Nacht), réalisé par Peter Paul Brauer et sorti le 14 avril
- Air de printemps (Frühlingsluft), réalisé par Karel Lamač et sorti le 16 avril
- L'impossible M. Pitt (Der unmögliche Herr Pitt), réalisé par Harry Piel et sorti le 16 avril
- Chasse à l'homme (Großalarm), réalisé par Georg Jacoby et sorti le 16 avril
- Les Dieux du stade (Olympia), réalisé par Leni Riefenstahl et sorti le 20 avril
- Jeunesse (Jugend), réalisé par Veit Harlan et sorti le 3 mai
- Petit et grand amour (Die kleine und die große Liebe), réalisé par Josef von Báky et sorti le 4 mai
- Anna Favetti (Anna Favetti), réalisé par Erich Waschneck et sorti le 17 mai
- Petit homme - vraiment grand (Kleiner Mann – ganz groß), réalisé par Robert A. Stemmle et sorti le 18 mai
- Dreiklang (Dreiklang), réalisé par Hans Hinrich et sorti le 24 mai
- Ballade. La princesse rentre chez elle (Ballade. Die Prinzessin kehrt heim), réalisé par Peter Hagen et sorti le 3 juin
- Jouez sur l'aire de battage (Spiel auf der Tenne), réalisé par Georg Jacoby et sorti le 3 juin
- Meurtre Holm (Mordsache Holm), réalisé par Erich Engels et sorti le18 juin
- Magda (Heimat), réalisé par Carl Froelich et sorti le 25 juin
- Les Gens du voyage (Fahrendes Volk), réalisé par Jacques Feyder et sorti le 1er juillet (coproduction franco-allemande)
- Steputat & Cie (Steputat & Co), réalisé par Carl Boese et sorti le  4 juillet
- Nuits andalouses (Andalusische Nächte), réalisé par Herbert Maisch et sorti le 5 juillet (avec la coproduction germano-espagnole "Carmen de la Triána")
- Une femme arrive sous les tropiques (Eine Frau kommt in die Tropen), réalisé par Harald Paulsen et sorti le réalisé par et sorti le 18 juillet
- Que faire, Sibylle ? (Was tun, Sibylle ?), réalisé par Peter Paul Brauer et sorti le 21 juillet
- Je t'aime (Ich liebe Dich), réalisé par Herbert Selpin et sorti le 22 juillet
- Scandale du coq (Skandal um den Hahn), réalisé par Franz Seitz Jr. et sorti le 5 août
- Schwarzfahrt à Glück (Schwarzfahrt ins Glück), réalisé par Carl Boese et sorti le 8 août
- Signe secret LB 17 (Geheimzeichen LB 17), réalisé par Victor Tourjanski et sorti le 9 août
- Capriccio (Capriccio), réalisé par Karl Ritter et sorti le 11 août
- Fous dans la neige (Narren im Schnee), réalisé par Hans Deppe et sorti le 17 août
- La discrétion - une question d'honneur (Diskretion – Ehrensache), réalisé par Johannes Meyer et sorti le 23 août
- A suivre ! (Fortsetzung folgt !), réalisé par Paul Martin et sorti le 26 août
- La femme à la croisée des chemins (Die Frau am Scheidewege), réalisé par Josef von Báky et sorti le 26 août (coproduction germano-hongroise)
- Le Joueur (Der Spieler), réalisé par Louis Daquin et Gerhard Lamprecht et sorti le 1er septembre (coproduction franco-allemande et interdit la même année)
- Spectacle invité au Paradis (Gastspiel im Paradies), réalisé par Karl Hartl et sorti le 6 septembre
- Mademoiselle Sixta (Frau Sixta), réalisé par Gustav Ucicky et sorti le 7 septembre
- Orchidées rouges (Rote Orchideen), réalisé par Nunzio Malasomma et sorti le 8 septembre
- Le lendemain du divorce (Der Tag nach der Scheidung), réalisé par Paul Verhoeven et sorti le 9 septembre
- Notre petite femme (Unsere kleine Frau), réalisé par Paul Verhoeven et sorti le 11 septembre (coproduction germano-italienne)
- Blanche-neige et rose-rouge (Schneeweißchen und Rosenrot), réalisé par Alfred Stöger et sorti le 13 septembre
- Treize chaises (Dreizehn Stühle), réalisé par E. W. Emo et sorti le 16 septembre
- Aurores boréales (Nordlicht), réalisé par Herbert B. Fredersdorf et sorti le 20 septembre
- Sans laisser de traces (Verwehte Spuren), réalisé par Veit Harlan et sorti le 21 septembre
- L'affaire Deruga (Der Fall Deruga), réalisé par Fritz Peter Buch et sorti le 22 septembre
- Plus fort que l'amour (Stärker als die Liebe), réalisé par Joe Stöckel et sorti le 23 septembre
- Ombres sur St. Pauli (Schatten über St. Pauli), réalisé par Fritz Kirchhoff et sorti le 23 septembre
- Par un fil (Am seidenen Faden), réalisé par Robert A. Stemmle et sorti le 26 septembre
- Une fille débarque (Ein Mädchen geht an Land), réalisé par Werner Hochbaum et sorti le 30 septembre
- Quatre Filles courageuses (Die 4 Gesellen), réalisé par Carl Froelich et sorti le 1er octobre
- Mets la table, l'âne s'allonge, sort du sac (Tischlein deck Dich, Esel streck Dich, Knüppel aus dem Sack), réalisé par Alfred Stöger et sorti le 2 octobre
- Concert au Tyrol (Konzert in Tirol), réalisé par Karlheinz Martin et sorti le 3 octobre
- Fret de Baltimore (Fracht von Baltimore), réalisé par Hans Hinrich et sorti le 4 octobre
- Une nuit en mai (Eine Nacht im Mai), réalisé par Georg Jacoby et sorti le 11 octobre
- L'Optimiste (Der Optimist), réalisé par E. W. Emo et sorti le 21 octobre
- Pierre joue avec le feu. Le mari échangé (Peter spielt mit dem Feuer. Der vertauschte Ehemann), réalisé par Joe Stöckel et sorti le 21 octobre
- Deux femmes (Zwei Frauen), réalisé par Hans H. Zerlett et sorti le 24 octobre
- Flirt et amour (Liebelei und Liebe), réalisé par Arthur Maria Rabenalt et sorti le 28 octobre
- Caoutchouc (Kautschuk), réalisé par Eduard von Borsody et sorti le 1er novembre
- Toi et moi (Du und ich), réalisé par Wolfgang Liebeneiner et sorti le 7 novembre
- L'argent tombe du ciel (Geld fällt vom Himmel), réalisé par Heinz Helbig et sorti le 7 novembre (coproduction germano-suédoise)
- Petit tribunal de district (Kleines Bezirksgericht), réalisé par Alwin Elling et sorti le 10 novembre
- Le jumping jack (Der Hampelmann), réalisé par Karlheinz Martin et sorti le 11 novembre
- Nanon (Nanon), réalisé par Herbert Maisch et sorti le 15 novembre
- Voyage de divorce (Scheidungsreise), réalisé par Hans Deppe et sorti le 18 novembre
- Maja entre deux mariages (Maja zwischen zwei Ehen), réalisé par Fritz Kirchhoff et sorti le 22 novembre
- L'enfant gêné (Das Verlegenheitskind), réalisé par Peter Paul Brauer et sorti le 22 novembre
- Mon cœur t'appartient (Dir gehört mein Herz), réalisé par Carmine Gallone et sorti le 22 novembre (coproduction germano-italienne)
- Napoléon est responsable de tout (Napoleon ist an allem schuld), réalisé par Curt Goetz et sorti le 29 novembre
- Danse sur le volcan (Tanz auf dem Vulkan), réalisé par Hans Steinhoff et sorti le 30 novembre
- But dans les nuages (Ziel in den Wolken), réalisé par Wolfgang Liebeneiner et sorti le 1er décembre
- Lettres d'amour de l'Engadine (Liebesbriefe aus dem Engadin), réalisé par Werner Klingler, Luis Trenker et sorti le 5 décembre
- La Belle Hongroise (Der Blaufuchs), réalisé par Victor Tourjanski et sorti le 14 décembre
- En mission secrète (In geheimer Mission), réalisé par Jürgen von Alten et sorti le 16 décembre
- Aventure en Amour (Verliebtes Abenteuer), réalisé par Hans H. Zerlett et sorti le 20 décembre
- Vous ne connaissez pas encore Korff ? (Nanu, Sie kennen Korff noch nicht?), réalisé par Fritz Holl et sorti le 21 décembre
- Treize hommes et un canon (Dreizehn Mann und eine Kanone), réalisé par Johannes Meyer et sorti le 22 décembre
- Pour le Mérite (Pour le Mérite), réalisé par Karl Ritter et sorti le 22 décembre
- Sergent Berry (Sergeant Berry), réalisé par Herbert Selpin et sorti le 22 décembre
- Beaucoup de mensonges (Lauter Lügen), réalisé par Heinz Rühmann et sorti le 23 décembre
- Hommes, animaux, sensations (Menschen, Tiere, Sensationen), réalisé par Harry Piel et sorti le 23 décembre
- Mutterlied (Mutterlied), réalisé par Carmine Gallone et sorti le 24 décembre (coproduction germano-italienne)
- Femmes pour Golden Hill (Frauen für Golden Hill), réalisé par Erich Waschneck et sorti le 30 décembre

### 1939
Il y a eu un total de 114 longs métrages créés.
- Castelli in aria (Schlösser in der Luft), réalisé par Augusto Genina, date de sortie inconnue
- Der letzte Appell réalisé par Max W. Kimmich, date de sortie inconnue
- Le roi edelweiss (Der Edelweißkönig), réalisé par Paul May et sorti le 1er janvier
- Était-ce celui du 3e étage ? (War es der im 3. Stock?), réalisé par Carl Boese et sorti le  6 janvier
- Bouffons (Spaßvögel), réalisé par Fritz Peter Buch et sorti le 20 janvier
- Trois jours merveilleux (Drei wunderschöne Tage), réalisé par Fritz Kirchhoff et sorti le 27 janvier
- Au nom du peuple (Im Namen des Volkes), réalisé par Erich Engels et sorti le 27 janvier
- Entre ruisseau et steppe (Zwischen Strom und Steppe), réalisé par Géza von Bolváry et sorti le 30 janvier
- Cœur immortel (Das unsterbliche Herz), réalisé par Veit Harlan et sorti le 31 janvier
- Jouez dans le vent d'été (Spiel im Sommerwind), réalisé par Roger von Norman et sorti   le 2 février
- Sortez du chemin (Der Schritt vom Wege), réalisé par Gustaf Gründgens et sorti le 9 février
- L'Empereur Vert (Der grüne Kaiser), réalisé par Paul Mundorf et sorti le 13 février
- La nuit de la décision (Die Nacht der Entscheidung), réalisé par Nunzio Malasomma et sorti le 13 février
- Noix de coco (Kokosnus), réalisé par Jean Boyer et sorti le 17 février (coproduction franco-allemande)
- Bel-Ami (Bel-Ami), réalisé par Willi Forst et sorti le 21 février
- L'aventure continue (Das Abenteuer geht weiter), réalisé par Carmine Gallone et sorti le 24 février
- Un cas désespéré (Ein hoffnungsloser Fall), réalisé par Erich Engel et sorti le 7 mars
- Tumulte à Damas (Aufruhr in Damaskus), réalisé par Gustav Ucicky et sorti le 8 mars
- Le quatrième n'arrive pas (Der Vierte kommt nicht), réalisé par Max W. Kimmich et sorti le 9 mars
- But dans les nuages (Ziel in den Wolken), réalisé par Wolfgang Liebeneiner et sorti le 10 mars
- Réveillon du Nouvel An à l'Alexanderplatz (Silvesternacht am Alexanderplatz), réalisé par Richard Schneider-Edenkoben et sorti le 14 mars
- Hôtel Sacher (Hotel Sacher), réalisé par Erich Engel et sorti le 15 mars
- Les hommes doivent être comme ça (Männer müssen so sein), réalisé par Arthur Maria Rabenalt et sorti le 16 mars
- Drame à Canitoga (Wasser für Canitoga), réalisé par Herbert Selpin et sorti le 17 mars
- Je refuse de témoigner (Ich verweigere die Aussage), réalisé par Otto Linnekogel et sorti le 17 mars
- Les Mains libres (Befreite Hände), réalisé par Hans Schweikart et sorti le 18 mars
- Trois sous - officiers (Drei Unteroffiziere), réalisé par Werner Hochbaum et sorti le 31 mars
- Le chapeau florentin (Der Florentiner Hut), réalisé par Wolfgang Liebeneiner et sorti le 4 avril
- La lune de miel (Die Hochzeitsreise), réalisé par Karl Ritter et sorti le 4 avril
- La Danseuse nue (Menschen vom Varieté), réalisé par Josef von Báky et sorti le 14 avril (coproduction german-hongroise)
- Princesse Sissy (Prinzessin Sissy), réalisé par Fritz Thiery et sorti le 19 avril
- Je reviens (Ich bin gleich wieder da), réalisé par Peter Paul Brauer et sorti le 21 avril
- Le gouverneur (Der Gouverneur), réalisé par Victor Tourjanski et sorti le 24 avril
- Votre première expérience (Ihr erstes Erlebnis), réalisé par Josef von Báky et sorti le 3 mai
- Parkstrasse 13°. Interrogatoire à minuit (Parkstraße 13. Verhör um Mitternacht), réalisé par Jürgen von Alten et sorti le 4 mai
- Voiture E 417 (Salonwagen E 417), réalisé par Paul Verhoeven et sorti le 5 mai
- L'Orgue de la Pentecôte (Die Pfingstorgel), réalisé par Franz Seitz et sorti le 9 mai
- La voix des ondes (Die Stimme aus dem Äther), réalisé par Harald Paulsen et sorti le 10 mai
- La belle-mère sage (Die kluge Schwiegermutter), réalisé par Hans Deppe et sorti le 17 mai
- Heureusement, des détours (Umwege zum Glück), réalisé par Fritz Peter Buch et sorti le 16 mai
- Marguerite : 3 (Marguerite : 3), réalisé par Theo Lingen et sorti le 22 mai
- La Peau de chagrin (Die unheimlichen Wünsche), réalisé par Heinz Hilpert et sorti le 24 mai
- Incendie frontalier (Grenzfeuer), réalisé par Alois Johannes Lippl et sorti le 26 mai
- Je serai arrêté demain (Morgen werde ich verhaftet), réalisé par Karl-Heinz Stroux et sorti le 7 juin
- Au combat contre l'ennemi mondial - Les volontaires allemands en Espagne (Im Kampf gegen den Weltfeind, sous-titre Deutsche Freiwillige in Spanien), réalisé par Karl Ritter et sorti le 16 juin
- Femme au volant (Frau am Steuer), réalisé par Paul Martin et sorti le 20 juin
- Bonjour Janine (Hallo Janine), réalisé par Carl Boese et sorti le 1er juillet
- Robert et Bertram (Robert und Bertram), réalisé par Hans H. Zerlett et sorti le 7 juillet
- Pauvre millionnaire (Der arme Millionär), réalisé par Joe Stöckel et sorti le 12 juillet
- Le rideau tombe (Der Vorhang fällt), réalisé par Georg Jacoby et sorti le 13 juillet
- La femme sans passé (Die Frau ohne Vergangenheit), réalisé par Nunzio Malasomma et sorti le 18 juillet
- Mademoiselle (Fräulein), réalisé par Erich Waschneck et sorti le 20 juillet
- Homme pour homme (Mann für Mann), réalisé par Robert A. Stemmle et sorti le 21 juillet
- La radio de police rapporte (Der Polizeifunk meldet), réalisé par Rudolf van der Noss et sorti le 25 juillet
- La bien-aimée (Die Geliebte), réalisé par Gerhard Lamprecht et sorti le 28 juillet
- Paradis des célibataires (Paradies der Junggesellen), réalisé par Kurt Hoffmann et sorti le 1er août
- Ce dégoût (Das Ekel), réalisé par Hans Deppe et sorti le 4 août
- Mariage à obstacles (Hochzeit mit Hindernissen), réalisé par Franz Seitz Jr. et sorti le 4 août
- Je suis Sebastian Ott (Ich bin Sebastian Ott), réalisé par Willi Forst, Viktor Becker et sorti le 11 août
- Pages immortelles (Es war eine rauschende Ballnacht), réalisé par Carl Froelich et sorti le 15 août
- Le mensonge miséricordieux (Die barmherzige Lüge), réalisé par Werner Klingler et sorti le 18 août
- Mariage en conserve (Ehe in Dosen), réalisé par Johannes Meyer et sorti le 18 août
- Schneider Wibbel (Schneider Wibbel), réalisé par Viktor de Kowa et sorti le 18 août
- Renate en quatuor (Renate im Quartett), réalisé par Paul Verhoeven et sorti le 24 août
- Valse immortelle (Unsterblicher Walzer), réalisé par E. W. Emo et sorti le 24 août
- Qui embrasse Madeleine ? (Wer küßt Madeleine?), réalisé par Victor Janson et sorti le 24 août (interdit en 1941)
- Kitty et la Conférence mondiale (Kitty und die Weltkonferenz), réalisé par Helmut Käutner et sorti le 25 août (interdit la même année)
- Patrie (Heimatland), réalisé par Ernst Martin et sorti le 25 août
- Erreur de cœur (Irrtum des Herzens), réalisé par Alfred Stöger, Bernd Hofmann et sorti le 29 août
- La femme étrange (Die fremde Frau), réalisé par Roger von Norman et sorti le 1er septembre
- Blanche-Neige et les Sept Nains (Schneewittchen und die sieben Zwerge), réalisé par Carl Heinz Wolff, date inconnue septembre
- À la dernière minute (In letzter Minute), réalisé par Fritz Kirchhoff et sorti le 8 septembre
- Trois pères autour d'Anna (Drei Väter um Anna), réalisé par Carl Boese et sorti le 14 septembre
- Mardi Gras (Fasching), réalisé par Hans Schweikart et sorti le 14 septembre
- Le masque d'or (Die goldene Maske), réalisé par Hans H. Zerlett et sorti le 15 septembre
- Un roman de docteur (Roman eines Arztes), réalisé par Jürgen von Alten et sorti le 15 septembre
- Une cause sensationnelle (Ensationsprozess Casilla), réalisé par Eduard von Borsody et sorti le 22 septembre
- La Lutte héroïque (Robert Koch, der Bekämpfer des Todes), réalisé par Hans Steinhoff et sorti le 26 septembre
- Douze heures douze (Zwölf Minuten nach zwölf), réalisé par Johannes Guter et sorti le 27 septembre
- Amour strictement interdit (Liebe streng verboten), réalisé par Heinz Helbig et sorti le 30 septembre
- Centre de Rio (Zentrale Rio), réalisé par Erich Engels et sorti le 5 octobre
- Linge d'Irlande (Leinen aus Irland), réalisé par Heinz Helbig et sorti le 16 octobre
- Évadez-vous dans le noir (Flucht ins Dunkel), réalisé par Arthur Maria Rabenalt et sorti le 17 octobre
- L'or à New Frisco (Gold in New Frisco), réalisé par Paul Verhoeven et sorti le 20 octobre
- L'Ivresse de la forêt (Waldrausch), réalisé par Paul May et sorti le 20 octobre
- Équipage de gloire (D III 88), réalisé par Herbert Maisch et sorti le 26 octobre
- Lune de miel à trois (Hochzeitsreise zu dritt), réalisé par Hubert Marischka et sorti le 30 octobre
- Mot de passe Machine (Kennwort Machin), réalisé par Erich Waschneck et sorti le 30 octobre
- Ta vie est à moi ! (Dein Leben gehört mir !), réalisé par Johannes Meyer et sorti le 31 octobre
- Suspicion d'Ursule (Verdacht auf Ursula), réalisé par Karlheinz Martin et sorti le 1er novembre
- Le voyage à Tilsit (Die Reise nach Tilsit), réalisé par Veit Harlan et sorti le 2 novembre
- Feu de joie du solstice d'été (Johannisfeuer), réalisé par Arthur Maria Rabenalt et sorti le 3 novembre
- Hourra ! je suis papa ! (Hurra! Ich bin Papa !), réalisé par Kurt Hoffmann et sorti le 16 novembre
- Le Chant du désert (Das Lied der Wüste), réalisé par Paul Martin et sorti le 17 novembre
- Anton le Dernier (Anton der Letzte), réalisé par E. W. Emo et sorti le 20 novembre
- Le droit d'aimer (Das Recht auf Liebe), réalisé par Joe Stöckel et sorti le 24 novembre
- Voyage nuptial rhénan (Rheinische Brautfahrt), réalisé par Alois Johannes Lippl et sorti le 24 novembre
- Alarme dans le quartier III (Alarm auf Station III), réalisé par Philipp Lothar Mayring et sorti le 27 novembre
- L'arbre généalogique du Dr Pistorius (Der Stammbaum des Dr. Pistorius), réalisé par Karl Georg Külb et sorti le 5 décembre
- La carabine finie ! (Das Gewehr über !), réalisé par Jürgen von Alten et sorti le 7 décembre
- Maria Ilona (Maria Ilona), réalisé par Géza von Bolváry et sorti le 14 décembre
- Congo Express (Kongo-Express), réalisé par Eduard von Borsody et sorti le 15 décembre
- Bleuet (Kornblumenblau), réalisé par Hermann Pfeiffer et sorti le 15 décembre
- Une femme comme toi (Eine Frau wie Du), réalisé par Victor Tourjanski et sorti le 16 décembre
- L'Océan en feu (Brand im Ozean), réalisé par Günther Rittau et sorti le 19 décembre
- Une mère (Mutterliebe), réalisé par Gustav Ucicky et sorti le 19 décembre
- Bal de l'Opéra (Opernball), réalisé par Géza von Bolváry et sorti le 22 décembre
- Nous dansons autour du monde (Wir tanzen um die Welt), réalisé par Karl Anton et sorti le 22 décembre
- Légitime défense (Der singende Tor), réalisé par Johannes Meyer et sorti le 22 décembre
- Un garçon entier (Ein ganzer Kerl), réalisé par Fritz Peter Buch et sorti le 22 décembre
- Dispute sur le garçon Jo (Streit um den Knaben Jo), réalisé par Erich Waschneck et sorti le 23 décembre
- Le bonheur habite à côté (Das Glück wohnt nebenan), réalisé par Hubert Marischka et sorti le 28 décembre
- Ma tante - ta tante (Meine Tante – Deine Tante), réalisé par Carl Boese et sorti le 28 décembre
- Une mère (Mutterliebe) réalisé par Gustav Ucicky et sorti le 29 décembre

### 1940
Il y a eu un total de 98 longs métrages créés.
- Le Juif Süss (Jud Süß), réalisé par Veit Harlan, date inconnue
- Der Marsch zum Führer (Der Marsch zum Führer), réalisé par Leni Riefenstahl, date inconnue
- Baptême du feu (Feuertaufe), réalisé par Hans Bertram, date inconnue
- Feldzug in Polen (Feldzug in Polen), réalisé par Fritz Hippler, date inconnue
- Deux mondes (Zwei Welten), réalisé par Gustaf Gründgens et sorti le 5 janvier
- Moulin Rouge (Rote Mühle), réalisé par Jürgen von Alten et sorti le 11 janvier
- L'éternel printemps (Der ewige Quell), réalisé par Fritz Kirchhoff et sorti le 19 janvier
- Nanette (Nanette), réalisé par Erich Engel et sorti le 23 janvier
- L'infidèle Eckehart (Der ungetreue Eckehart), réalisé par Hubert Marischka et sorti le 25 janvier
- Le chemin d'Isabel (Der Weg zu Isabel), réalisé par Erich Engel et sorti le 26 janvier
- Record du monde de fling (Weltrekord im Seitensprung), réalisé par Georg Zoch et sorti le 30 janvier
- Lilas blanc (Weißer Flieder), réalisé par Arthur Maria Rabenalt et sorti le 1er février
- Le fauteur de troubles (Der Störenfried), réalisé par Hans Held et sorti le 2 février
- Inspecteur-détective Eyck (Kriminalkommissar Eyck), réalisé par Milo Harbich et sorti le 2 février
- Un peu de musique de nuit (Eine kleine Nachtmusik), réalisé par Leopold Hainisch et sorti le 7 février
- Le Jugement dernier (Das jüngste Gericht), réalisé par Franz Seitz Jr., Franz Seitz sen. et sorti le 12 février
- Tout amour (Lauter Liebe), réalisé par Heinz Rühmann et sorti le 16 février
- Passion (Leidenschaft), réalisé par Walter Janssen et sorti le 21 février
- Votre secrétaire particulier (Ihr Privatsekretär), réalisé par Gustav Fröhlich et sorti le 22 février
- Angelika (Angelika), réalisé par Jürgen von Alten et sorti le 23 février
- Casanova se marie (Casanova heiratet), réalisé par Viktor de Kowa et sorti le 29 février
- Mon mari ne doit pas savoir (Mein Mann darf es nicht wissen), réalisé par Paul Heidemann et sorti le 3 mars
- Un homme sur la mauvaise voie (Ein Mann auf Abwegen), réalisé par Herbert Selpin et sorti le 4 mars
- Der Feuerteufel (Der Feuerteufel), réalisé par Luis Trenker et sorti le 5 mars
- Étoile de Rio (Stern von Rio), réalisé par Karl Anton et sorti le 20 mars
- Fête des poules (Polterabend), réalisé par Carl Boese et sorti le 21 mars
- Femme sur mesure (Frau nach Maß), réalisé par Helmut Käutner et sorti le 23 mars
- Astuce sur Amalia (Tip auf Amalia), réalisé par Carl Heinz Wolff et sorti le 23 mars
- Quand les hommes s'en vont (Wenn Männer verreisen), réalisé par Georg Zoch et sorti le 3 avril
- Les proches sont aussi des personnes (Verwandte sind auch Menschen), réalisé par Hans Deppe et sorti le 11 avril
- L'ange salvateur (Der rettende Engel), réalisé par Ferdinand Dörfler et sorti le 19 avril
- Crépuscule (Zwielicht), réalisé par Rudolf van der Noss et sorti le 19 avril
- Le renard de Glenarvon (Der Fuchs von Glenarvon), réalisé par Max W. Kimmich et sorti le 24 avril
- Le Maître de poste (Der Postmeister), réalisé par Gustav Ucicky et sorti le 25 avril
- Ein Robinson  (Ein Robinson), réalisé par Arnold Fanck et sorti le 25 avril
- Roulez vers la vie (Fahrt ins Leben), réalisé par Bernd Hofmann et sorti le 29 avril
- Batelier du Danube (Donauschiffer), réalisé par Robert A. Stemmle et sorti le 30 avril
- Affaire (Seitensprünge), réalisé par Alfred Stöger et sorti le 30 avril
- Krambambuli (Krambambuli), réalisé par Karl Köstlin et sorti le 10 mai
- Filles dans l'antichambre (Mädchen im Vorzimmer), réalisé par Gerhard Lamprecht et sorti le 21 mai
- La fille facile (Das leichte Mädchen), réalisé par Fritz Peter Buch et sorti le 27 mai
- Femme dans le ruisseau (Frau im Strom), réalisé par Gerhard Lamprecht et sorti le 29 mai
- L'école de l'amour (Liebesschule), réalisé par Karl Georg Külb et sorti le 30 mai
- Ma fille ne fait pas ça (Meine Tochter tut das nicht), réalisé par Hans H. Zerlett et sorti le 1er juin
- L'Entraîneuse (Der Trainer), réalisé par Albert Valentin et sorti le 2 juin
- Été, soleil, Erika (Sommer, Sonne, Erika), réalisé par Rolf Hansen et sorti le 4 juillet
- Bal paré (Bal paré), réalisé par Karl Ritter et sorti le 11 juillet
- Le bon sept (Die gute Sieben), réalisé par Wolfgang Liebeneiner et sorti le 15 juillet
- Les Rothschilds (Die Rothschilds), réalisé par Erich Waschneck et sorti le 17 juillet
- Que se passe-t-il ici ? (Was wird hier gespielt?), réalisé par Theo Lingen et sorti le 19 juillet
- Dès le premier mariage (Aus erster Ehe), réalisé par Paul Verhoeven et sorti le 25 juillet
- Tous les vertiges (Alles Schwindel), réalisé par Bernd Hofmann et sorti le 30 juillet
- Les 3 Codonas (Die drei Codonas), réalisé par Arthur Maria Rabenalt et sorti le 1er août
- Contes viennois (Wiener G’schichten), réalisé par Géza von Bolváry et sorti le 8 août
- La Fille au vautour (Die Geierwally), réalisé par Hans Steinhoff et sorti le 12 août
- Cœur sans foyer (Herz ohne Heimat), réalisé par Otto Linnekogel et sorti le 20 août
- Trenck le Pandur (Trenck, der Pandur), réalisé par Herbert Selpin et sorti le 23 août
- Comment as-tu pu, Veronika ! (Wie konntest Du, Veronika!), réalisé par Milo Harbich et sorti le 29 août
- La Lune de miel de Beate (Beates Flitterwoche), réalisé par Paul Ostermayr et sorti le 30 août
- Attention ! L'ennemi entend ! (Achtung ! Feind hört mit !), réalisé par Arthur Maria Rabenalt et sorti le 3 septembre
- A gauche l'Isar - à droite la Spree (Links der Isar – rechts der Spree), réalisé par Paul May et sorti le 5 septembre
- Les vêtements font l'homme (Kleider machen Leute), réalisé par Helmut Käutner et sorti le 16 septembre
- Les joyeux vagabonds (Die lustigen Vagabunden), réalisé par Jürgen von Alten et sorti le  réalisé par  et sorti le 20 septembre
- Le Juif éternel (Der Ewige Jude), réalisé par Fritz Hippler et sorti le 24 septembre
- Falstaff à Vienne (Falstaff in Wien), réalisé par Leopold Hainisch et sorti le 26 septembre
- Ma fille habite à Vienne (Meine Tochter lebt in Wien), réalisé par E. W. Emo et sorti le 4 octobre
- Pour le chat (Für die Katz), réalisé par Hermann Pfeiffer et sorti le 8 octobre
- Golovin se promène dans la ville (Golowin geht durch die Stadt), réalisé par Robert A. Stemmle et sorti le 8 octobre
- Pour toute une vie (Ein Leben lang), réalisé par Gustav Ucicky et sorti le 9 octobre
- Village pécheur (Das sündige Dorf), réalisé par Joe Stöckel et sorti le 15 octobre
- Amour imparfait (Die unvollkommene Liebe), réalisé par Erich Waschneck et sorti le 17 octobre
- Fraulein von Barnhelm (Das Fräulein von Barnhelm), réalisé par Hans Schweikart et sorti le 22 octobre
- Musique de rêve (Traummusik), réalisé par Géza von Bolváry et sorti le 25 octobre
- Le point obscur (Der dunkle Punkt), réalisé par Georg Zoch et sorti le 26 octobre
- Cœur avec ameublement moderne (Herz modern möbliert), réalisé par Theo Lingen et sorti le 29 octobre
- Marie Stuart (Das Herz der Königin), réalisé par Carl Froelich et sorti le 1er novembre
- Le bouc émissaire (Der Sündenbock), réalisé par Hans Deppe et sorti le 5 novembre
- Ennemis (Feinde), réalisé par Victor Tourjanski et sorti le 7 novembre
- Weltraumschiff I startet (Weltraumschiff I startet), réalisé par Anton Kutter et sorti le 7 novembre
- Friedrich Schiller - Le triomphe d'un génie (Friedrich Schiller – Der Triumph eines Genies), réalisé par Herbert Maisch et sorti le 13 novembre
- Contrefacteur (Falschmünzer), réalisé par Hermann Pfeiffer et sorti le 19 novembre
- Kora Terry (Kora Terry), réalisé par Georg Jacoby et sorti le 27 novembre
- Hansel et Gretel (Hänsel und Gretel), réalisé par Hubert Schonger, date inconnue novembre ou décembre
- Entre Hambourg et Haïti (Zwischen Hamburg und Haiti), réalisé par Erich Waschneck et sorti le 3 décembre
- Rosen in Tirol (Rosen in Tirol), réalisé par Géza von Bolváry et sorti le 5 décembre
- Bismarck (Bismarck), réalisé par Wolfgang Liebeneiner et sorti le 6 décembre
- Le cœur jette l'ancre (Herz geht vor Anker), réalisé par Joe Stöckel et sorti le 13 décembre
- Cher Augustin (Der liebe Augustin), réalisé par E. W. Emo et sorti le 17 décembre
- A l'ombre de la montagne (Im Schatten des Berges), réalisé par Alois Johannes Lippl et sorti le 18 décembre
- Sept ans de malchance (Sieben Jahre Pech), réalisé par Ernst Marischka et sorti le 19 décembre
- Le monsieur de la maison (Der Herr im Haus), réalisé par Heinz Helbig et sorti le 19 décembre
- Le poète de la petite ville (Der Kleinstadtpoet), réalisé par Josef von Báky et sorti le 20 décembre
- Herzensfreud - Herzensache (Herzensfreud – Herzensleid), réalisé par Hubert Marischka et sorti le 20 décembre
- Opérette (Operette), réalisé par Willi Forst et sorti le 20 décembre
- Notre Miss Docteur (Unser Fräulein Doktor), réalisé par Erich Engel et sorti le 20 décembre
- La chaste bien-aimée (Die keusche Geliebte), réalisé par Victor Tourjanski et sorti le 27 décembre
- L'Épreuve du temps (Wunschkonzert), réalisé par Eduard von Borsody et sorti le 30 décembre

### 1941
Il y a eu un total de 78 longs métrages créés.
- Annelie, réalisé par Josef von Báky, date inconnue
- Die Deutsche Festung Norwegen, réalisateur inconnu, date inconnue[6]
- Ma vie pour l'Irlande (Mein Leben für Irland), réalisé par Max W. Kimmich, date inconnue
- Victoire à l'Ouest (Sieg im Westen), réalisé par Svend Noldan, Werner Kortwich, Edmund Smith, Fritz Brunsch, date inconnue
- Fraternité de sang (Blutsbrüderschaft), réalisé par Philipp Lothar Mayring et sorti le 3 janvier
- Que veut Brigitte (Was will Brigitte?), réalisé par Paul Martin et sorti le 7 janvier
- Le dernier tour (Die letzte Runde), réalisé par Werner Klingler et sorti le 22 janvier
- La fille de Fano (Das Mädchen von Fanö), réalisé par Hans Schweikart et sorti le 24 janvier
- Le moralisateur Florian (Der scheinheilige Florian), réalisé par Joe Stöckel et sorti le 27 janvier
- Alerte (Alarm), réalisé par Herbert B. Fredersdorf et sorti le 31 janvier
- La robe de soirée bleu ciel (Das himmelblaue Abendkleid), réalisé par Erich Engels et sorti le 5 février
- Le soir sur la bruyère (Am Abend auf der Heide), réalisé par Jürgen von Alten et sorti le 11 février
- Notre petit garçon (Unser kleiner Junge), réalisé par Boleslaw Barlog et sorti le 13 février
- Nuit de noces (Hochzeitsnacht), réalisé par Carl Boese et sorti le 14 février
- Ma vie pour l'Irlande (Mein Leben für Irland), réalisé par Max W. Kimmich et sorti le 17 février
- C'est comme ça que je t'aime (So gefällst Du), réalisé par Hans Thimiget et sorti le 27 février
- Escadrille de bombardement Lützow (Kampfgeschwader Lützow), réalisé par Herbert Maisch et sorti le 28 février
- La montagne qui court (Der laufende Berg), réalisé par Hans Deppe et sorti le 4 mars
- Courage, Johannes ! (Kopf hoch, Johannes!), réalisé par Viktor de Kowa et sorti le 11 mars
- Troupe de scouts de Hallgarten (Spähtrupp Hallgarten), réalisé par Herbert B. Fredersdorf et sorti le 14 mars
- Carl Peters (Carl Peters), réalisé par Herbert Selpin et sorti le 21 mars
- L'Appel du devoir (Über alles in der Welt), réalisé par Karl Ritter et sorti le 21 mars
- L'essentiel est heureux (Hauptsache glücklich), réalisé par Theo Lingen et sorti le 3 avril
- Le Président Krüger (Ohm Krüge), réalisé par Hans Steinhoff, Karl Anton et Herbert Maisch et sorti le 4 avril
- Le rossignol suédois (Die schwedische Nachtigall), réalisé par Peter Paul Brauer et sorti le 9 avril
- L'économie des hommes (Männerwirtschaft), réalisé par Johannes Meyer et sorti le 10 avril
- En selle pour l'Allemagne (Reitet für Deutschland), réalisé par Arthur Maria Rabenalt et sorti le 11 avril
- Die englische Krankheit, réalisé par Rudolf Perak et sorti le 12 avril
- L'amour est hors taxes (Liebe ist zollfrei), réalisé par E. W. Emo et sorti le 17 avril
- Le septième garçon (Der siebente Junge), réalisé par Alois Johannes Lippl et sorti le 28 avril
- Garçons (Jungens), réalisé par Robert A. Stemmle et sorti le 2 mai
- Au revoir Franziska (Auf Wiedersehn, Franziska), réalisé par Helmut Käutner et sorti le 6 mai
- Le Chemin de la liberté (Der Weg ins Freie), réalisé par Rolf Hansen et sorti le 7 mai
- U-Boote westwärts !, réalisé par Günther Rittau et sorti le 9 mai
- Vénus au tribunal (Venus vor Gericht), réalisé par Hans H. Zerlett et sorti le 4 juin
- Dreimal Hochzeit, réalisé par Géza von Bolváry et sorti le 24 juin
- Le Musicien errant (Friedemann Bach), réalisé par Traugott Müller et sorti le 25 juin
- Stukas (Stukas), réalisé par Karl Ritter et sorti le 27 juin
- Mamma (Mutter), réalisé par Guido Brignone, date inconnue juillet (coproduction germano-italienne)
- Regroupement familial (Familienanschluß), réalisé par Carl Boese et sorti le 11 juillet
- Mademoiselle Luna (Frau Luna), réalisé par Theo Lingen et sorti le 22 juillet
- Pedro est censé être pendu (Pedro soll hängen), réalisé par Veit Harlan et sorti le 27 juillet
- Emeute dans l'enclos des femmes (Aufruhr im Damenstift), réalisé par Friedrich Dammann et sorti le 29 juillet
- L'homme du gaz (Der Gasmann), réalisé par Carl Froelich et sorti le 1er août
- Bruit dans le bâtiment (Krach im Vorderhaus), réalisé par Paul Heidemann et sorti le 19 août
- Toujours juste toi ! (Immer nur … Du !), réalisé par Karl Anton et sorti le 22 août
- Suis-je un criminel ? ou Suis-je un assassin ? (Ich klage an), réalisé par Wolfgang Liebeneiner et sorti le 29 août
- Les comédiens (Komödianten), réalisé par Georg Wilhelm Pabst et sorti le 5 septembre
- Clarisse (Clarissa), réalisé par Gerhard Lamprecht et sorti le 8 septembre
- Annelie (Annelie), réalisé par Josef von Báky et sorti le 9 septembre
- Petites filles, gros soucis (Kleine Mädchen – große Sorgen), réalisé par Boleslaw Barlog et sorti le 26 septembre
- Avant de devenir mari (Ehe man Ehemann wird), réalisé par Alwin Elling et sorti le 3 octobre
- Camarades (Kameraden), réalisé par Hans Schweikart et sorti le 3 octobre
- Six jours de congé dans les foyers (Sechs Tage Heimaturlaub), réalisé par Jürgen von Alten et sorti le 3 octobre
- Retrouvailles (Heimkehr), réalisé par Gustav Ucicky et sorti le 10 octobre
- Jakko (Jakko), réalisé par Fritz Peter Buch et sorti le 12 octobre
- Lumières météo autour de Barbara (Wetterleuchten um Barbara), réalisé par Werner Klingler et sorti le 17 octobre
- Le brave petit tailleur (Das tapfere Schneiderlein), réalisé par Hubert Schonger et sorti le 23 octobre
- Tout pour Gloria (Alles für Gloria), réalisé par Carl Boese et sorti le 25 octobre
- Nous demandons une danse (Wir bitten zum Tanz), réalisé par Hubert Marischka et sorti le 28 octobre
- La serveuse Anna (Die Kellnerin Anna), réalisé par Peter Paul Brewer et sorti le 30 octobre
- La Belle Diplomate (Frauen sind doch bessere Diplomaten), réalisé par Georg Jacoby et sorti le 31 octobre
- Que s'est-il passé cette nuit-là ? (Was geschah in dieser Nacht?), réalisé par Theo Lingen et sorti le 4 novembre
- Oh, ces hommes (Oh, diese Männer), réalisé par Hubert Marischka et sorti le 6 novembre
- L'autre moi (Das andere Ich), réalisé par Wolfgang Liebeneiner et sorti le 21 novembre
- Muse lumière (Leichte Muse), réalisé par Arthur Maria Rabenalt et sorti le 24 novembre
- Jenny et le monsieur à queues (Jenny und der Herr im Frack), réalisé par Paul Martin et sorti le 25 novembre
- Les Cadets (Kadetten), réalisé par Karl Ritter et sorti le 2 décembre
- Quax, le pilote du break (Quax, der Bruchpilot), réalisé par Kurt Hoffmann et sorti le 16 décembre
- Le parjure (Der Meineidbauer), réalisé par Leopold Hainisch et sorti le 18 décembre
- Les gens dans la tempête (Menschen im Sturm), réalisé par Fritz Peter Buch et sorti le 19 décembre
- Son fils (Sein Sohn), réalisé par Peter Paul Brewer et sorti le 19 décembre
- Dimanche des enfants (Sonntagskinder), réalisé par Jürgen von Alten et sorti le 19 décembre
- Danse avec le Kaiser (Tanz mit dem Kaiser), réalisé par Georg Jacoby et sorti le 19 décembre
- Alerte V (Alarmstufe V), réalisé par Alois Johannes Lippl et sorti le 22 décembre
- Patrie (Heimaterde), réalisé par Hans Deppe et sorti le 23 décembre
- Vertigine (Vertigine), réalisé par Guido Brignone et sorti le 26 décembre (coproduction germano-italienne)
- Illusion (Illusion), réalisé par Viktor Tourjansky et sorti le 30 décembre

### 1942
Il y a eu un total de 56 longs métrages créés.
- Ghetto Thereresienstadt (Theresienstadt 1942), réalisé par Irena Dodalová, date inconnue
- La Tempête (Der Strom), réalisé par Günther Rittau et sorti le 8 janvier
- Dossiers secrets WB 1 (Geheimakte W.B. 1), réalisé par Herbert Selpin et sorti le 23 janvier
- Deux dans une grande ville (Zwei in einer großen Stadt), réalisé par Volker von Collande et sorti le 23 janvier
- Frères de bien (Brüderlein fein), réalisé par Hans Thimig et sorti le 29 janvier
- Beaucoup de bruit pour Nixi (Viel Lärm um Nixi), réalisé par Erich Engel et sorti le 19 février
- Le but sacré (Das heilige Ziel, Februar), réalisé par Kosho Nomura et Shochiku Ofuna, date inconnue février (coproduction germano-japonaise)
- Les chiens du paradis (Himmelhunde), réalisé par Roger von Norman et sorti le 20 février
- Le Grand Roi (Der große König), réalisé par Veit Harlan et sorti le 3 mars
- Le Renard de Glenarvon (Der Fuchs von Glenarvon), réalisé par Max W. Kimmich et sorti le 8 mars
- Destin (Schicksal), réalisé par Géza von Bolváry et sorti le 18 mars
- Entre ciel et terre (Zwischen Himmel und Erde), réalisé par Harald Braun et sorti le 26 mars
- Anuschka (Anuschka), réalisé par Helmut Käutner et sorti le 27 mars
- Le truc avec Styx (Die Sache mit Styx), réalisé par Karl Anton et sorti le 1er avril
- La nuit à Venise (Die Nacht in Venedig), réalisé par Paul Verhoeven et sorti le 2 avril
- Sang viennois (Wiener Blut), réalisé par Willi Forst et sorti le 2 avril
- Le grand-père troqué (Der verkaufte Großvater), réalisé par Joe Stöckel et sorti le 13 avril
- L'héritière du Rosenhof (Die Erbin vom Rosenhof), réalisé par Franz Seitz Jr. et sorti le 24 avril
- Violante (Violanta), réalisé par Paul May et sorti le 8 mai
- L'affaire Rainer (Der Fall Rainer), réalisé par Paul Verhoeven et sorti le 12 mai
- Mariage au Bärenhof (Hochzeit auf Bärenhof), réalisé par Carl Froelich et sorti le 8 juin
- Petite résidence (Kleine Residenz), réalisé par Hans H. Zerlett et sorti le 2 juillet
- Un grand amour (Die große Liebe), réalisé par Rolf Hansen et sorti le 12 juin
- Rembrandt (Rembrandt), réalisé par Hans Steinhoff et sorti le 19 juin
- Un tel fruit (So ein Früchtchen), réalisé par Alfred Stöger et sorti le 26 juin
- Un coup de vent (Ein Windstoß), réalisé par Walter Felsenstein et sorti le 9 juillet
- Le grand jeu (Das große Spiel), réalisé par Robert A. Stemmle et sorti le 10 juillet
- Autant en emporte le destin (Vom Schicksal verweht), réalisé par Nunzio Malasomma et sorti le 24 juillet
- GPU (GPU), réalisé par Karl Ritter et sorti le 12 août
- Attentat à Bakou (Anschlag auf Baku), réalisé par Fritz Kirchhoff et sorti le 25 août
- 5 juin (Der 5. Juni), réalisé par Fritz Kirchhoff et sorti le 25 août 1942 (interdit en novembre)
- La comtesse secrète (Die heimliche Gräfin), réalisé par Géza von Bolváry et sorti le  27 août
- Blanchisserie (Weiße Wäsche), réalisé par Paul Heidemann et sorti le 22 septembre
- Théâtre avant (Fronttheater), réalisé par Arthur Maria Rabenalt et sorti le 24 septembre
- L'Implacable Destin, réalisé par Paul Verhoeven et sorti le 25 septembre
- L'Abdication (Die Entlassung), réalisé par Wolfgang Liebeneiner et sorti le 6 octobre
- On fait de la musique (Wir machen Musik), réalisé par Helmut Käutner et sorti le 8 octobre
- Sept ans de bonheur (Sieben Jahre Glück), réalisé par Ernst Marischka et sorti le 9 octobre
- Les mains en l'air ! (Hände hoch!), réalisé par Alfred Weidenmann et sorti le 22 octobre
- La grande ombre (Der große Schatten), réalisé par Paul Verhoeven et sorti le 23 octobre
- Voix du cœur (Stimme des Herzens), réalisé par Johannes Meyer et sorti le 27 octobre
- À travers les yeux d'une femme (Mit den Augen einer Frau), réalisé par Karl Georg Külb et sorti le 30 octobre
- Sois le Seigneur pour une fois (Einmal der liebe Herrgott sein), réalisé par Hans H. Zerlett et sorti le 10 novembre
- Diesel (Diesel), réalisé par Gerhard Lamprecht et sorti le 13 novembre
- Andreas Schlueter (Andreas Schlüter), réalisé par Herbert Maisch et sorti le  réalisé par  et sorti le 19 novembre
- Mon amie Josefine (Meine Freundin Josefine), réalisé par Hans H. Zerlett et sorti le 20 novembre
- La Ville dorée (Die goldene Stadt), réalisé par Veit Harlan et sorti le  24 novembre
- Amour d'été (Sommerliebe), réalisé par Erich Engel et sorti le 26 novembre
- Le patron senior (Der Seniorchef), réalisé par Peter Paul Brauer et sorti   le 27 novembre
- Aimé des dieux (Wen die Götter lieben), réalisé par Karl Hartl et sorti le 5 décembre
- Aime-moi ! (Hab mich lieb!), réalisé par Harald Braun et sorti le 8 décembre
- 5000 marks de récompense (5000 Mark Belohnung), réalisé par Philipp Lothar Mayring et sorti le 10 décembre
- Dr Crippen à bord (Dr. Crippen an Bord), réalisé par Erich Engels et sorti le 15 décembre
- Un train part (Ein Zug fährt ab), réalisé par Johannes Meyer et Hans Wolff et sorti le 18 décembre
- Ma femme Teresa (Meine Frau Teresa), réalisé par Arthur Maria Rabenalt et sorti le 29 décembre
- Monde bien-aimé (Geliebte Welt), réalisé par Emil Burri et sorti le 30 décembre

### 1943
Il y a eu un total de 84 longs métrages créés.
- Besatzung Dora (Besatzung Dora), réalisé par Karl Ritter, date inconnue
- Wir leben in Deutschland, réalisé par Eberhard Lösser, date inconnue.
- Quand le soleil brille à nouveau (Wenn die Sonne wieder scheint), réalisé par Boleslaw Barlog, date de sortie inconnue (coproduction belgo-allemande)
- Le grand nombre (Die große Nummer), réalisé par Karl Anto et sorti le 8 janvier
- Comédie d'amour (Liebeskomödie), réalisé par Theo Lingen et sorti le 10 janvier
- Masque en bleu (Maske in Blau), réalisé par Paul Martin et sorti le 15 janvier
- Deux personnes heureuses (Zwei glückliche Menschen), réalisé par E. W. Emo et sorti le 16 janvier
- La guerre des bœufs (Der Ochsenkrieg), réalisé par Hans Deppe et sorti le 16 janvier
- Tibet secret (Geheimnis Tibet), réalisé par Ernst Schäfer, Hans-Albert Lettow et sorti le 16 janvier
- Une valse avec vous (Ein Walzer mit dir), réalisé par Hubert Marischka et sorti le 12 février
- Amour tardif (Späte Liebe), réalisé par Gustav Ucicky et sorti le 16 février
- Sophienlund (Sophienlund), réalisé par Heinz Rühmann et sorti le 26 février
- Puce dans l'oreille (Floh im Ohr), réalisé par Paul Heidemann et sorti le 2 mars
- Le Foyer perdu (Damals), réalisé par Rolf Hansen et sorti le 3 mars
- Les Aventures fantastiques du baron Münchhausen (Münchhausen), réalisé par Josef von Báky et sorti le 3 mars
- Paracelse (Paracelsus), réalisé par Georg Wilhelm Pabst et sorti le 12 mars
- Les filles de Kohlhiesel (Kohlhiesels Töchter), réalisé par Kurt Hoffmann et sorti le 18 mars
- Les femmes ne sont pas des anges (Frauen sind keine Engel), réalisé par Willi Forst et sorti le 23 mars
- Nuit sans dire au revoir (Nacht ohne Abschied), réalisé par Erich Waschneck et sorti le 26 mars
- Jeune fille sans famille (Altes Herz wird wieder jung), réalisé par Erich Engel et sorti le  le 2 avril
- Garde-moi ma femme (Ich vertraue Dir meine Frau an), réalisé par Kurt Hoffmann et sorti le 2 avril
- Amour, passion et chagrin (Liebe, Leidenschaft und Leid), réalisé par Walter Janssen et Jan Alfréd Holman et sorti le 2 avril
- Voyage vers l'aventure (Fahrt ins Abenteuer), réalisé par Jürgen von Alten et sorti le 8 avril
- Carnaval de l'Amour (Karneval der Liebe), réalisé par Paul Martin et sorti le 9 avril
- Aventure au Grand Hôtel (Abenteuer im Grand Hotel), réalisé par Ernst Marischka et sorti le 16 avril
- Ciel, nous héritons d'un château ! (Himmel, wir erben ein Schloß !), réalisé par Peter Paul Brauer et sorti le 16 avril
- Vienne 1910 (Wien 1910), réalisé par E. W. Emo et sorti le 16 avril
- Symphonie d'une vie (Symphonie eines Lebens), réalisé par Hans Bertram et sorti le  21 avril
- La fête des enfants (Das Ferienkind), réalisé par Karl Leiter et sorti le 22 avril
- Le haut touriste (Der Hochtourist), réalisé par Joe Stöckel et sorti le 22 avril
- Le petit trafic frontalier (Der kleine Grenzverkehr), réalisé par Hans Deppe et sorti le 22 avril
- La logeuse du Weisse Röss'l (Die Wirtin zum weißen Röss’l), réalisé par Karl Anton et sorti le 29 avril
- Compagnon de mon été (Gefährtin meines Sommers), réalisé par Fritz Peter Buch et sorti le 11 mai
- Germanin - L'histoire d'un acte colonial (Germanin – Die Geschichte einer kolonialen), réalisé par Max W. Kimmich et sorti le 15 mai
- Histoires d'amour (Liebesgeschichten), réalisé par Viktor Tourjansky et sorti le 27 mai
- Die Jungfern vom Bischofsberg (Die Jungfern vom Bischofsberg), réalisé par Peter Paul Brauer et sorti le 28 mai
- Quand le soleil brille à nouveau (Wenn die Sonne wieder scheint), réalisé par Boleslaw Barlog et sorti le 4 juin
- Je vous confie ma femme (Ich vertraue Dir meine Frau an), réalisé par Kurt Hoffmann et sorti le 8 juin
- ... et la musique joue avec. Saison à Salzbourg (...und die Musik spielt dazu. Saison in Salzburg), réalisé par Carl Boese et sorti le 8 juin
- L'astucieuse Marianne (Die kluge Marianne), réalisé par Hans Thimig et sorti le 16 juin
- L'Éternelle Mélodie (Der ewige Klang), réalisé par Günther Rittau et sorti le 18 juin
- Le jour sombre (Der dunkle Tag), réalisé par Géza von Bolváry et sorti le 23 juin
- Romance en mineur (Romanze in Moll), réalisé par Helmut Käutner et sorti le 25 juin
- Le deuxième coup (Der zweite Schuß), réalisé par Martin Frič et sorti le 2 juillet
- Tonelli (Tonelli), réalisé par Victor Tourjanski et sorti le 12 juillet
- Le bain sur l'aire de battage (Das Bad auf der Tenne), réalisé par Volker von Collande et sorti le 30 juillet
- Chérie bien-aimée (Geliebter Schatz), réalisé par Paul Martin et sorti le 3 août
- Lache Bajazzo (Lache Bajazzo), réalisé par Leopold Hainisch et sorti le 12 août
- Tu m'appartiens (Du gehörst zu mir), réalisé par Gerhard Lamprecht et sorti le 17 août
- Le chemin sans fin (Der unendliche Weg), réalisé par Hans Schweikart et sorti le 24 août
- Première de Love (Liebespremiere), réalisé par Arthur Maria Rabenalt et sorti le 24 août
- La femme (Die Gattin), réalisé par Georg Jacoby et sorti le 31 août
- Peterle (Peterle), réalisé par Joe Stöckel et sorti le 9 septembre
- Le roi du cirque (Zirkus Renz), réalisé par Arthur Maria Rabenalt et sorti le 10 septembre
- Tragédie d'un amour (Tragödie einer Liebe), réalisé par Guido Brignone et sorti le 24 septembre (coproduction germano-italienne)
- Quand le jeune vin s'épanouit (Wenn der junge Wein blüht), réalisé par Fritz Kirchhoff et sorti le 24 septembre
- Titanic (Titanic), réalisé par Herbert Selpin et Werner Klingler et sorti le 24 septembre
- Ne me parle pas d'amour (Man rede mir nicht von Liebe), réalisé par Erich Engel et sorti le 1er octobre
- Le Chant de la métropole (Großstadtmelodie), réalisé par Wolfgang Liebeneiner et sorti le 4 octobre
- Le rêve blanc (Der weiße Traum), réalisé par Géza von Cziffra et sorti le 5 octobre
- Voyage de connaissance (Reisebekanntschaft), réalisé par E. W. Emo et sorti le 7 octobre
- Un homme chanceux (Ein glücklicher Mensch), réalisé par Paul Verhoeven et sorti le 15 octobre
- Je te porterai sur mes mains (Ich werde dich auf Händen tragen), réalisé par Kurt Hoffmann et sorti le 19 octobre
- Les deux sœurs (Die beiden Schwestern), réalisé par Erich Waschneck et sorti le 27 octobre
- Noir sur blanc (Schwarz auf Weiß), réalisé par E. W. Emo et sorti le 29 octobre
- Un collègue arrive bientôt (Kollege kommt gleich), réalisé par Karl Anton et sorti le 2 novembre
- Voyage dans le temps (Reise in die Vergangenheit), réalisé par Hans H. Zerlett et sorti le 5 novembre
- Un baiser dans la nuit d'été (Ein Kuss in der Sommernacht), réalisé par Franz Seitz et sorti le 10 novembre
- Gabriele Dambrone (Gabriele Dambrone), réalisé par Hans Steinhoff et sorti le 11 novembre
- Fritze Bollmann voulait pêcher (Fritze Bollmann wollte angeln), réalisé par Volker von Collande et sorti le 12 novembre
- L'heure faible (Die schwache Stunde), réalisé par Vladimír Slavínský et sorti le 16 novembre
- Un homme de principes (Ein Mann mit Grundsätzen), réalisé par Géza von Bolváry et sorti le 19 novembre
- Un mari pour ma femme (Ein Mann für meine Frau), réalisé par Hubert Marischka et sorti le 26 novembre
- Dangereux Printemps (Gefährlicher Frühling), réalisé par Hans Deppe et sorti le 30 novembre
- Acrobat schö-ö-ö-n (Akrobat schö-ö-ö-n), réalisé par Wolfgang Staudte et sorti le 1er décembre
- Johann (Johann), réalisé par Robert A. Stemmle et sorti le 3 décembre
- Sang léger (Leichtes Blut), réalisé par Carl Boese et sorti le 7 décembre
- Le Lac aux chimères (Immensee), réalisé par Veit Harlan et sorti le 8 décembre
- L'étrange changement d'Alex Roscher (Die unheimliche Wandlung des Alex Roscher), réalisé par Paul May et sorti le 9 décembre
- Oiseau sauvage (Wildvogel), réalisé par Johannes Meyer et sorti le 21 décembre
- Super soirée (Tolle Nacht), réalisé par Theo Lingen et sorti le 22 décembre
- L'araignée dorée (Die goldene Spinne), réalisé par Erich Engel et sorti le 23 décembre
- Josef Thorak, atelier et œuvre (Josef Thorak, Werkstatt und Werk), réalisé par Hans Cürlis et Arnold Fanck et sorti le 23 décembre
- Trois grandes filles (Drei tolle Mädels), réalisé par Hubert Marischka et Giuseppe Fatigati et sorti le  23 décembre (coproduction germano-italienne)

### 1944
Il y a eu un total de 68 longs métrages créés.
- Le Bonhomme de neige (Der Schneemann), réalisé par Hans Fischerkoesen, date inconnue
- Arno Breker (Arno Breker, Harte Zeit, starke Kunst), réalisé par Hans Cürlis et Arnold Fanck, date inconnue
- Harald arrive (Um neun kommt Harald), réalisé par Carl Boese et sorti le 6 janvier
- L'imposteur (Die Hochstaplerin), réalisé par Karl Anton et sorti le 7 janvier
- Son meilleur rôle (Seine beste Rolle), réalisé par Vladimír Slavínský et sorti le 20 janvier
- Lettres d'amour (Liebesbriefe), réalisé par Hans H. Zerlett et sorti le 21 janvier
- Une belle journée (Ein schöner Tag), réalisé par Philipp Lothar Mayring et sorti le 27 janvier
- Ce diable de garçon (Die Feuerzangenbowle), réalisé par Helmut Weiss et sorti le 28 janvier
- En flagrant délit (In flagranti), réalisé par Hans Schweikart et sorti le 31 janvier
- Le chant du rossignol (Das Lied der Nachtigall), réalisé par Theo Lingen et sorti le 10 février
- Le chaste pécheur (Die keusche Sünderin), réalisé par oe Stöckel et sorti le 11 février
- Nora (Nora), réalisé par Harald Braun et sorti le 14 février
- Le mouton noir (Das schwarze Schaf), réalisé par Miroslav Cikán et sorti le 29 février
- Schrammeln (Schrammeln), réalisé par Géza von Bolváry et sorti le 3 mars
- Famille Buchholz (Familie Buchholz), réalisé par Carl Froelich et sorti le 3 mars
- Voyage de noces romantique (Romantische Brautfahrt), réalisé par Leopold Hainisch et sorti le 9 mars
- Sept lettres (Sieben Briefe), réalisé par Vladimír Slavínský et sorti le 29 mars
- Mariage d'amour (Neigungsehe), réalisé par Carl Froelich et sorti le 24 mars
- La chance en mouvement (Glück unterwegs), réalisé par Miroslav Cikán et sorti le 4 avril
- La parole est à la défense (Der Verteidiger hat das Wort), réalisé par Werner Klingler et sorti le 6 avril
- Le Roi du cirque (Cirkus Renz), réalisé par Arthur Maria Rabenalt et sorti le 14 avril 1944
- Mes quatre garçons (Meine vier Jungens), réalisé par Günther Rittau et sorti le 21 avril
- La Chaîne d'Or (Die goldene Fessel), réalisé par Hans Thimig et sorti le 2 mai
- Rêverie (Träumerei), réalisé par Harald Braun et sorti le 3 mai
- Le violon magique[7] (Die Zaubergeige), réalisé par Herbert Maisch et sorti le 9 mai
- M. Sanders vit dangereusement (Herr Sanders lebt gefährlich), réalisé par Robert A. Stemmle et sorti le 12 mai
- Le Grand Prix (Der große Preis), réalisé par Karl Anton et sorti le 19 mai
- Une femme pendant trois jours (Eine Frau für drei Tage), réalisé par Fritz Kirchhoff et sorti le 19 mai
- Vive l'amour (Es lebe die Liebe), réalisé par Erich Engel et sorti le 24 mai
- Les Aiglons (Junge Adler), réalisé par Alfred Weidenmann et sorti le 24 mai
- L'agresseur est parmi nous (Der Täter ist unter uns), réalisé par Herbert B. Fredersdorf et sorti le 27 mai
- Majorat (Der Majoratsherr), réalisé par Hans Deppe et sorti le 6 juin
- Nuits d'été (Sommernächte), réalisé par Karl Ritter et sorti le 26 juin
- Reviens-moi ! (Komm' zu mir zurück!), réalisé par Heinz Paul et sorti le 30 juin
- Le maître détective (Der Meisterdetektiv), réalisé par Hubert Marischka et sorti le 10 juillet
- Der gebieterische Ruf, réalisé par Gustav Ucicky et sorti le 11 juillet
- J'ai besoin de toi (Ich brauche Dich), réalisé par Hans Schweikart et sorti le 11 juillet
- Le bonheur des femmes (Glück bei Frauen), réalisé par Peter Paul Brauer et sorti le 12 juillet
- J'ai rêvé de toi (Ich hab’ von dir geträumt), réalisé par Wolfgang Staudte et sorti le 12 juillet
- Journées canines (Hundstage), réalisé par Géza von Cziffra et sorti le 4 août
- Pourquoi mens-tu, Elisabeth ? (Warum lügst Du, Elisabeth?), réalisé par Fritz Kirchhoff et sorti le 4 août
- Je demande procuration (Ich bitte um Vollmacht), réalisé par Karl Leiter et sorti le 8 août
- Les Degenhardt (Die Degenhardts), réalisé par Werner Klingler et sorti le 11 août
- La Femme de mes rêves (Die Frau meiner Träume), réalisé par Georg Jacoby et sorti le 25 août
- La robe noire (Die schwarze Robe), réalisé par Fritz Peter Buch et sorti le 4 septembre
- L'affaire Roedern (Die Affäre Roedern), réalisé par Erich Waschneck et sorti le 7 septembre
- Émeute des cœurs (Aufruhr der Herzen), réalisé par Hans Müller et sorti le 8 septembre
- Musique à Salzbourg (Musik in Salzburg), réalisé par Herbert Maisch et sorti le 26 septembre
- Destin sur le fleuve (Schicksal am Strom), réalisé par Heinz Paul et sorti le 3 octobre
- De retour dans ma journée (Seinerzeit zu meiner Zeit), réalisé par Boleslaw Barlog et sorti le 9 octobre
- Cela a commencé de manière si inoffensive (Es fing so harmlos an), réalisé par Theo Lingen et sorti le 20 octobre
- C'était ma vie (Das war mein Leben), réalisé par Paul Martin et sorti le 24 octobre
- Le concert (Das Konzert), réalisé par Paul Verhoeven et sorti le 27 octobre
- Une maison heureuse (Ein fröhliches Haus), réalisé par Johannes Guter et sorti le 16 novembre
- Pour votre bien (Dir zuliebe), réalisé par Martin Frič et sorti le 17 novembre
- Jeunes cœurs (Junge Herzen), réalisé par Boleslaw Barlog et sorti le 30 novembre
- Retour en arrière (Ein Blick zurück), réalisé par Gerhard Menzel et sorti le 1er décembre
- Orient Express (Orient-Express), réalisé par Victor Tourjanski et sorti le 1er décembre
- Philharmonique (Philharmoniker), réalisé par Paul Verhoeven et sorti le 4 décembre
- Jeu (Spiel), réalisé par Alfred Stöger et sorti le 5 décembre
- La Paloma (Große Freiheit Nr. 7), réalisé par Helmut Käutner et sorti le 6 décembre
- Little Muck (Der kleine Muck), réalisé par  Franz Fiedler, date inconnue décembre
- Offrande au bien-aimé (Opfergang), réalisé par Veit Harlan et sorti le 8 décembre
- L'hôtel du mariage (Das Hochzeitshotel), réalisé par Carl Boese et sorti le 12 décembre
- Le cœur doit se taire (Das Herz muß schweigen), réalisé par Gustav Ucicky et sorti le 19 décembre
- L'ange aux ficelles (Der Engel mit dem Saitenspiel), réalisé par Heinz Rühmann et sorti le 19 décembre
- La vie appelle (Das Leben ruft), réalisé par Arthur Maria Rabenalt et sorti le 20 décembre
- Le salon vert (Der grüne Salon), réalisé par Boleslaw Barlog et sorti le 27 décembre

### 1945
Il y a eu un total de 14 longs métrages créés.
- Soliste Anna Alt (Solistin Anna Alt), réalisé par Werner Klingler et sorti le 22 janvier
- Kolberg (Kolberg), réalisé par Veit Harlan et Wolfgang Liebeneine et sorti le 30 janvier
- Les années passent (Die Jahre vergehen), réalisé par Günther Rittau et sorti le 6 février
- Mes fils (Meine Herren Söhne), réalisé par Robert A. Stemmle et sorti le 20 février
- Les frères Noltenius (Die Brüder Noltenius), réalisé par Gerhard Lamprecht et sorti le 25 février
- Un jour (Eines Tages), réalisé par Fritz Kirchhoff et sorti le 26 février
- Bravo, petit Thomas (Bravo, kleiner Thomas), réalisé par Jan Fethke et sorti le 28 février
- La fausse mariée (Die falsche Braut), réalisé par Joe Stöckel et sorti le 3 mars
- Un homme comme Maximilien (Ein Mann wie Maximilian), réalisé par Hans Deppe et sorti le 10 mars
- L'invité muet (Der stumme Gast), réalisé par Harald Braun,date inconnue mars
- Cette vieille chanson (Das alte Lied), réalisé par Fritz Peter Buch et sorti le 30 mars
- Le Führer offre une ville aux Juifs (Der Führer schenkt den Juden eine Stadt), réalisé par Kurt Gerron et date inconnue avril
- Le Forestier Héréditaire (Der Erbförster), réalisé par Alois Johannes Lippl et sorti le 5 avril
- Via Mala (Via Mala), réalisé par Josef von Báky et sorti le 7 avril

### 1946
Il y a eu un seul long métrage créé.
- Sous les ponts (Unter den Brücken) réalisé en 1944 par Helmut Käutner et sorti en 1946

### 1954
Il y a eu un seul long métrage créé.
- L'Animal d'acier réalisé par Willy Zielke en 1935 et sorti le 7 février

## Documentaire
- 1988 : Eye of the Dictator réalisé par Hans-Günther Stark.
- 2014 : Les Films interdits du Troisième Reich réalisé par Felix Moeller.
- 2017 : Quand Hitler faisait son cinéma réalisé par Rüdiger Suchsland.